# Thánh Piô Năm Dấu
Francesco Forgione, còn được biết đến với tên Thánh Piô Năm Dấu, Cha Piô (tiếng Ý: Padre Pio), Cha Thánh Piô, Cha Thánh Piô Năm Dấu, Thánh Padre Pio, Thánh Piô Pietrelcina và Thánh Piô thành Pietrelcina (tiếng Ý: Pio da Pietrelcina; 25 tháng 5 năm 1887 – 23 tháng 9 năm 1968), là một linh mục, tu sĩ Công giáo và là nhà thần bí người Ý Dòng Anh Em Hèn Mọn Capuchin. Ông được Giáo hội Công giáo Roma tôn kính là một vị thánh, lễ kính vào ngày 23 tháng 9 hàng năm.
Piô gia nhập Dòng Phan Sinh Capuchin năm mười lăm tuổi và dành phần lớn cuộc đời của mình trong tu viện San Giovanni Rotondo. Ông có được Dấu Thánh vào năm 1918, từ đó dẫn đến một số cuộc điều tra của Tòa thánh. Bất chấp các biện pháp trừng phạt do Vatican áp đặt, danh tiếng của ông vẫn không ngừng tăng lên trong suốt cuộc đời, thu hút nhiều tín đồ đến San Giovanni Rotondo. Ông đã tham gia vào việc xây dựng bệnh viện Casa Sollievo della Sofferenza (tiếng Ý dịch ra nghĩa là "Nhà an ủi kẻ đau khổ" hay "Nhà xoa dịu nỗi đau"), một bệnh viện được xây dựng gần tu viện San Giovanni Rotondo hiện là một bệnh viện lớn thuộc quản lý của Thành Vatican.
Sau khi ông qua đời, lòng sùng kính của các tín đồ đối với ông tiếp tục lan rộng trên toàn thế giới. Cha Piô được phong chân phước ngày 2 tháng 5 năm 1999 và được phong thánh ngày 16 tháng 6 năm 2002 bởi Đức Giáo hoàng Gioan Phaolô II. Thi hài của Cha Thánh Piô được trưng bày tại Thánh đường Thánh Piô ở Pietrelcina, thành phố San Giovanni Rotondo, miền nam nước Ý, bên cạnh tu viện San Giovanni Rotondo, hiện là một địa điểm hành hương lớn. 

## Cuộc đời

### Đầu đời
Francesco Forgione được sinh ra bởi Grazio Mario Forgione (1860–1946) và Maria Giuseppa Di Nunzio (1859–1929) vào ngày 25 tháng 5 năm 1887, tại Pietrelcina, một thị trấn thuộc tỉnh Benevento, vùng Campania, miền Nam nước Ý. Cha mẹ anh là nông dân. Anh ấy đã được rửa tội trong Nhà nguyện Santa Anna gần đó. Sau đó, anh ấy tham dự vào công việc trong nhà nguyện này với tư cách là một cậu giúp lễ.  Francesco có một anh trai, Michele, và ba em gái, Felicita, Pellegrina và Grazia (người sau này trở thành nữ tu Bridgettine). Cha mẹ anh có hai người con khác đã chết khi còn nhỏ. Anh ấy nói rằng khi mới 5 tuổi, anh ấy đã quyết định dâng hiến cả cuộc đời mình cho Chúa. Anh ấy đã làm việc trong trang trại gia đình cho đến năm 10 tuổi, chăm sóc đàn cừu nhỏ mà gia đình sở hữu. 
Pietrelcina là một thị trấn mà các ngày lễ của các vị thánh được tổ chức quanh năm. Gia đình Forgione là một gia đình Công giáo thuần thành. Họ tham dự Thánh lễ hàng ngày, cầu nguyện Kinh Mân Côi hàng đêm và kiêng thịt ba ngày một tuần để tôn vinh Đức Mẹ Núi Camêlô. Mặc dù cha mẹ và ông bà của Francesco không biết chữ, nhưng họ vẫn có thể kể lại những câu chuyện Kinh thánh cho con cháu của họ.
Theo nhật ký của Cha Agostino da San Marco (người sau này là linh hướng của Francesco ở San Marco in Lamis, tỉnh Foggia, vùng Apulia, đông nam nước Ý), cậu bé Francesco mắc một số bệnh. Năm sáu tuổi, cậu bị viêm dạ dày ruột nặng. Năm mười tuổi, cậu bị sốt thương hàn.
Khi còn trẻ, Francesco thuật lại rằng anh đã có những thị kiến và trải qua những lần ở trạng thái xuất thần. Năm 1897, sau khi học xong ba năm tại trường học công lập, Francesco được cho là đã bị cuốn hút vào cuộc sống của một tu sĩ sau khi nghe một thầy tu Dòng Capuchin ở nông thôn đang kêu gọi Ơn Thiên Triệu. Khi Francesco bày tỏ mong muốn trở thành linh mục của mình với cha mẹ, họ đã thực hiện một chuyến đi đến Morcone, một cộng đoàn cách Pietrelcina 13 dặm (21 km) về phía bắc, để tìm hiểu xem con trai họ có đủ điều kiện để vào Dòng hay không. Các thầy tu ở đó thông báo với họ rằng họ muốn nhận Francesco vào cộng đoàn của họ, nhưng anh ấy cần phải đi học thêm một khoảng thời gian nữa.
Cha của Francesco đã đến Hoa Kỳ tìm việc làm để trả chi phí dạy kèm riêng cho con trai mình, nhằm đáp ứng các yêu cầu học vấn để vào Dòng Capuchin. Chính trong thời kỳ này, Francesco đã lãnh nhận bí tích Thêm sức vào ngày 27 tháng 9 năm 1899. Anh đã trải qua quá trình dạy kèm riêng và vượt qua các yêu cầu học vấn theo quy định. Vào ngày 6 tháng 1 năm 1903, ở tuổi 15, anh vào tập viện của các thầy tu Capuchin tại Morcone. Vào ngày 22 tháng 1 cùng năm, anh lấy tu phục Dòng Phan Sinh và lấy tên là Fra ( Friar ) Piô, để vinh danh Giáo hoàng Piô I, là vị thánh có thánh tích được lưu giữ trong Nhà nguyện Santa Anna ở Pietrelcina. Piô đã khấn khó nghèo, khiết tịnh và vâng phục.

### Trở thành linh mục

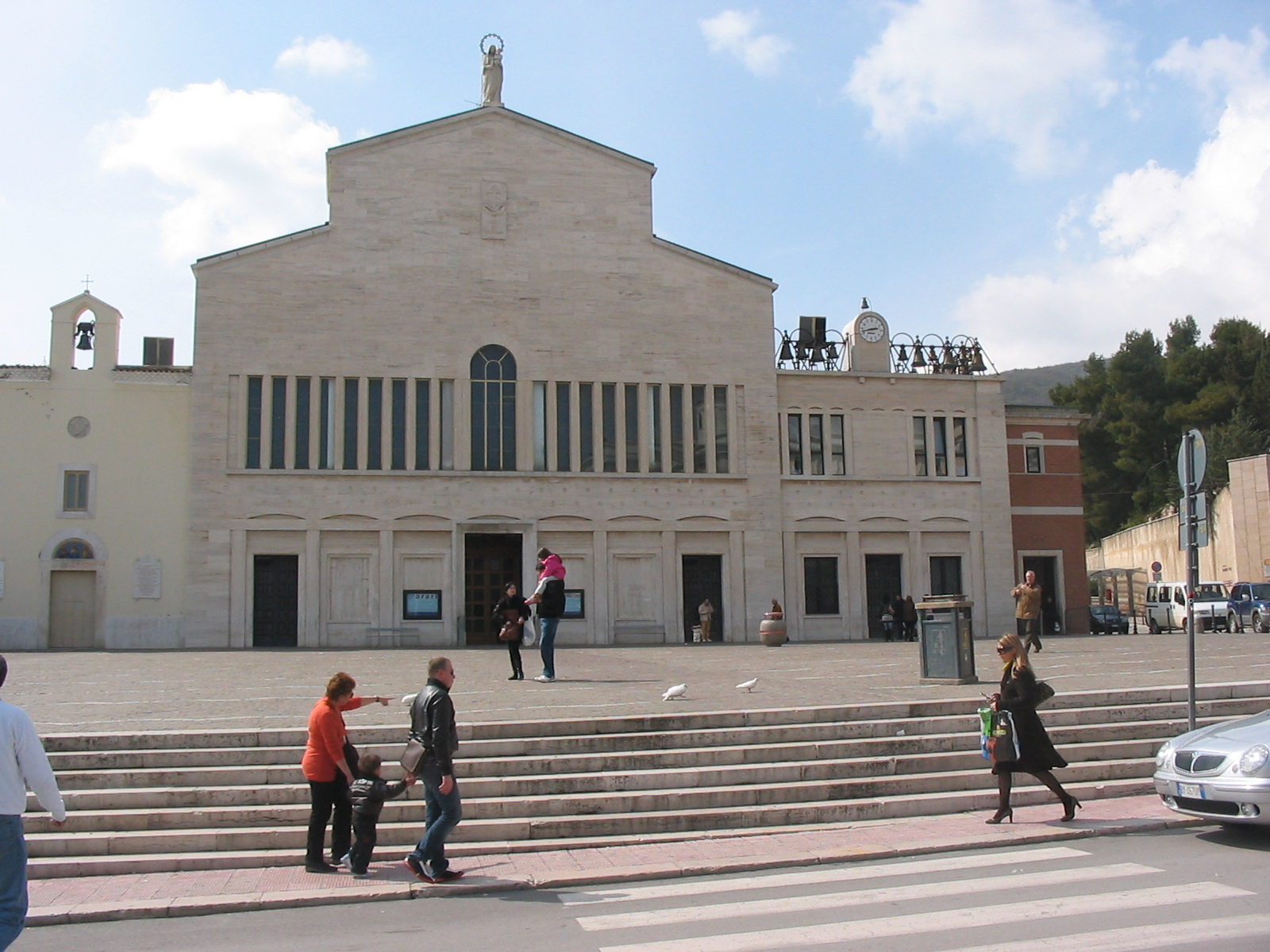
Thánh đường Thánh Piô thành Pietrelcina ở San Giovanni Rotondo, Ý

Bắt đầu chương trình học bảy năm để trở thành linh mục, Piô đến tu viện Thánh Phanxicô Assisi ở Umbria. Năm 17 tuổi, anh bị ốm, chán ăn, mất ngủ, kiệt sức, ngất xỉu và đau nửa đầu. Anh ấy thường xuyên nôn mửa và chỉ ăn uống được mỗi sữa và pho mát. Các tín đồ tôn giáo coi thời điểm này là thời điểm mà các hiện tượng không thể giải thích được bắt đầu xảy ra. Ví dụ, trong những buổi cầu nguyện, Piô xuất hiện với những người khác trong trạng thái sững sờ, như thể anh ta vắng mặt ở đất. Một trong những anh em đồng tu của Piô tuyên bố đã nhìn thấy anh ta trong trạng thái xuất thần và bay lơ lửng lên trên mặt đất.

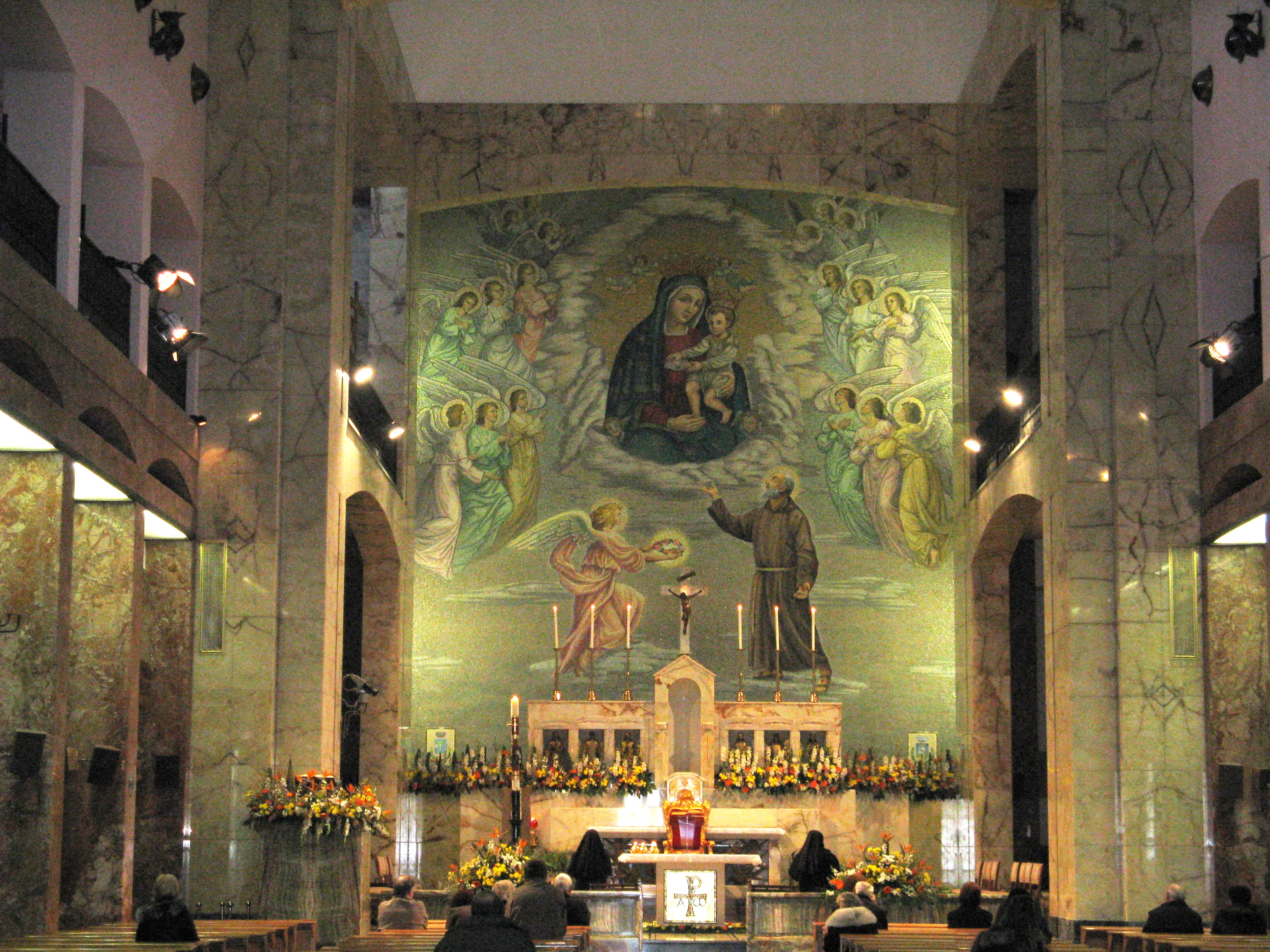
Bên trong Thánh đường Thánh Piô thành Pietrelcina

Vào tháng 6 năm 1905, sức khỏe của Piô trở nên tồi tệ đến mức bề trên quyết định gửi anh đến một tu viện trên núi, với hy vọng rằng sự thay đổi không khí sẽ tốt hơn cho sức khỏe của anh. Tuy nhiên, việc này cũng chẳng giúp cải thiện gì nhiều và các bác sĩ khuyên anh ấy nên trở về nhà của mình để tịnh dưỡng. Nhưng ngay cả khi ở đó, sức khỏe của anh ấy cũng không được tốt hơn. Mặc dù vậy, Piô vẫn tuyên khấn trọng thể vào ngày 27 tháng 1 năm 1907.
Tháng 8 năm 1910, Piô được Đức Tổng Giám Mục Phaolô Schinosi truyền chức linh mục tại Nhà thờ Chính tòa Benevento. Bốn ngày sau, cha Piô dâng thánh lễ đầu tiên tại nhà thờ giáo xứ Đức Mẹ Các Thiên Thần (tiếng Anh: Church of Our Lady of the Angels).

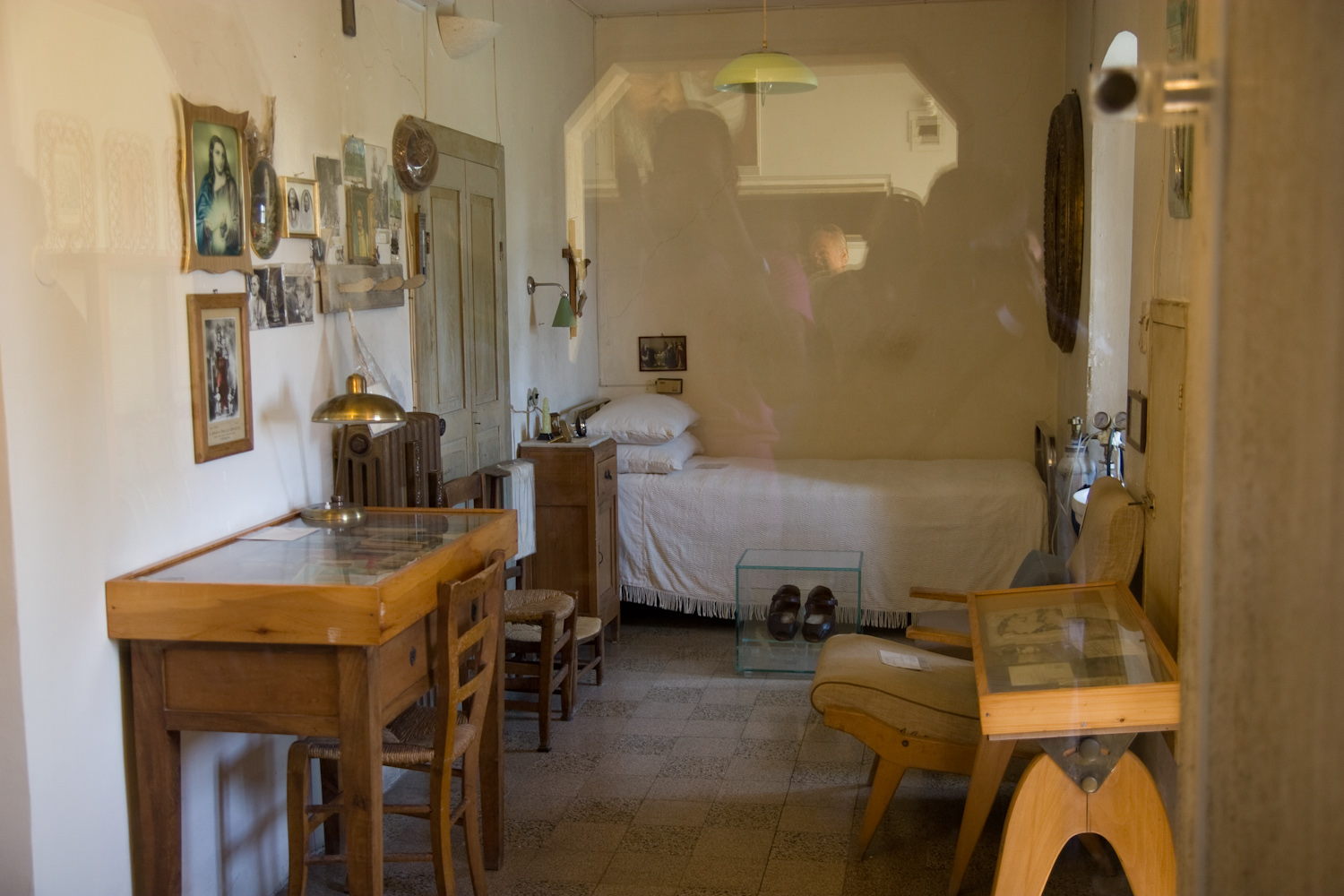
Phòng ngủ của cha Piô trong tu viện Đức Mẹ Ban Ơn ở San Giovanni Rotondo

Sức khỏe bấp bênh, ông được phép ở lại với gia đình tại quê hương Pietrelcina trong khi vẫn giữ lề luật tu trì Dòng Capuchin. Ông ở lại Pietrelcina cho đến năm 1916, do sức khỏe và nhu cầu chăm sóc gia đình  mình khi cha và anh trai của ông di cư sang Hoa Kỳ một thời gian. Trong những năm này, cha Piô thường xuyên viết thư cho các vị linh hướng của mình, là cha Benedetto và cha Agostino, hai tu sĩ từ tu viện Capuchin ở San Marco in Lamis. 

### Đến San Giovanni Rotondo
Ngày 4 tháng 9 năm 1916, cha Piô được lệnh trở về đời sống cộng đoàn. Ông chuyển đến một cộng đoàn ở nông thôn là tu viện Đức Mẹ Ban Ơn Capuchin (tiếng Anh: Our Lady of Grace Capuchin Friary), nằm ở dãy núi Gargano ở San Giovanni Rotondo thuộc tỉnh Foggia. Vào thời điểm đó, cộng đoàn có bảy thầy tu. Ông ở lại San Giovanni Rotondo cho đến khi qua đời vào năm 1968, ngoại trừ một thời gian thực hiện nghĩa vụ quân sự. Trong chức linh mục, cha Piô được biết đến là đã thực hiện cải đạo thành công sang Công giáo cho một số người.
Cha Piô tận tụy với việc lần chuỗi Mân Côi. Ông so sánh việc xưng tội hàng tuần giống như việc quét dọn phòng hàng tuần vậy và khuyến khích thực hiện tĩnh tâm và xét mình hai lần mỗi ngày: một lần vào buổi sáng để chuẩn bị cho một ngày mới và một lần nữa vào buổi tối để nhìn lại bản thân ngày hôm đó. Lời khuyên của cha Piô về ứng dụng thực tế của thần học, ông thường tóm tắt trong câu nói nổi tiếng hiện nay của mình: "Hãy cầu nguyện, hy vọng và đừng lo lắng" (tiếng Anh: "Pray, hope, and don't worry"). Ông hướng dẫn các Cơ đốc nhân nhận ra Đức Chúa Trời trong mọi sự và mong muốn trên hết mọi sự là làm theo ý muốn của Đức Chúa Trời.
Nhiều người nghe nói về cha Piô đã đến San Giovanni Rotondo để gặp ông và bày tỏ lòng cảm mến với ông, nhờ ông ấy giúp đỡ hoặc để thỏa mãn sự tò mò của họ. Mẹ của cha Piô qua đời tại ngôi làng xung quanh tu viện vào năm 1928. Sau đó vào năm 1938, cha Piô để người cha già Grazio sống với mình. Anh trai Michele của ông cũng chuyển đến sống cùng. Cha của cha Piô sống trong một ngôi nhà nhỏ bên ngoài tu viện cho đến khi ông qua đời vào năm 1946. 

### Nghĩa vụ quân sự
Khi Chiến tranh thế giới thứ nhất bắt đầu, bốn thầy tu trong cộng đoàn của cha Piô đã được chọn để nhập ngũ trong quân đội Ý. Lúc đó, cha Piô đang là giáo lý viên tại chủng viện và là một linh hướng. Khi lại có thêm một tu sĩ được gọi nhập ngũ, cha Piô được giao phụ trách cộng đoàn. Vào ngày 15 tháng 11 năm 1915, cha Piô cũng được gọi nhập ngũ. Vào ngày 6 tháng 12 thì ông được đưa vào công tác tại Quân y số 10 ở Naples. Do sức khỏe yếu, ông liên tục bị giải ngũ và rồi lại nhập ngũ cho đến ngày 16 tháng 3 năm 1918, ông được tuyên bố là không đủ sức khỏe để phục vụ và giải ngũ hoàn toàn.
Vào tháng 9 năm 1918, cha Piô bắt đầu xuất hiện những vết thương kì lạ trên tay và chân, được gọi là dấu thánh vì những vết thương ấy có liên hệ đến những vết thương của Chúa Kitô. Trong những tháng tiếp theo, danh tiếng của cha Piô tăng nhanh trong vùng San Giovanni Rotondo, thu hút hàng trăm tín hữu đến tu viện để gặp ông hàng ngày. 
Những người bắt đầu xây dựng lại cuộc sống của mình sau chiến tranh xem cha Piô như một biểu tượng của hy vọng. Những người thân cận với ông chứng thực rằng ông bắt đầu thể hiện một số phép lạ, bao gồm: khả năng chữa bệnh, phân thân, khả năng bay lơ lửng giữa không trung, tiên tri, kiêng khem cả giấc ngủ và thức ăn (có một báo cáo nói rằng cha Agostino - linh hướng của cha Piô, đã ghi lại một trường hợp trong đó cha Piô có thể sống được ít nhất 20 ngày tại Verafeno chỉ với Bí tích Thánh Thể mà không có bất kỳ thức ăn nào khác), khả năng nhìn thấu nội tâm người khác, nói tiếng lạ và vết thương có mùi hương dễ chịu. 
Cha Piô ngày càng được nhiều người biết đến. Ông trở thành một vị linh hướng và đã phát triển năm quy tắc để tăng trưởng tâm linh: xưng tội hàng tuần, rước lễ hàng ngày, đọc sách Kinh Thánh, suy niệm Lời Chúa và xét mình.

### Phục hồi quyền linh mục

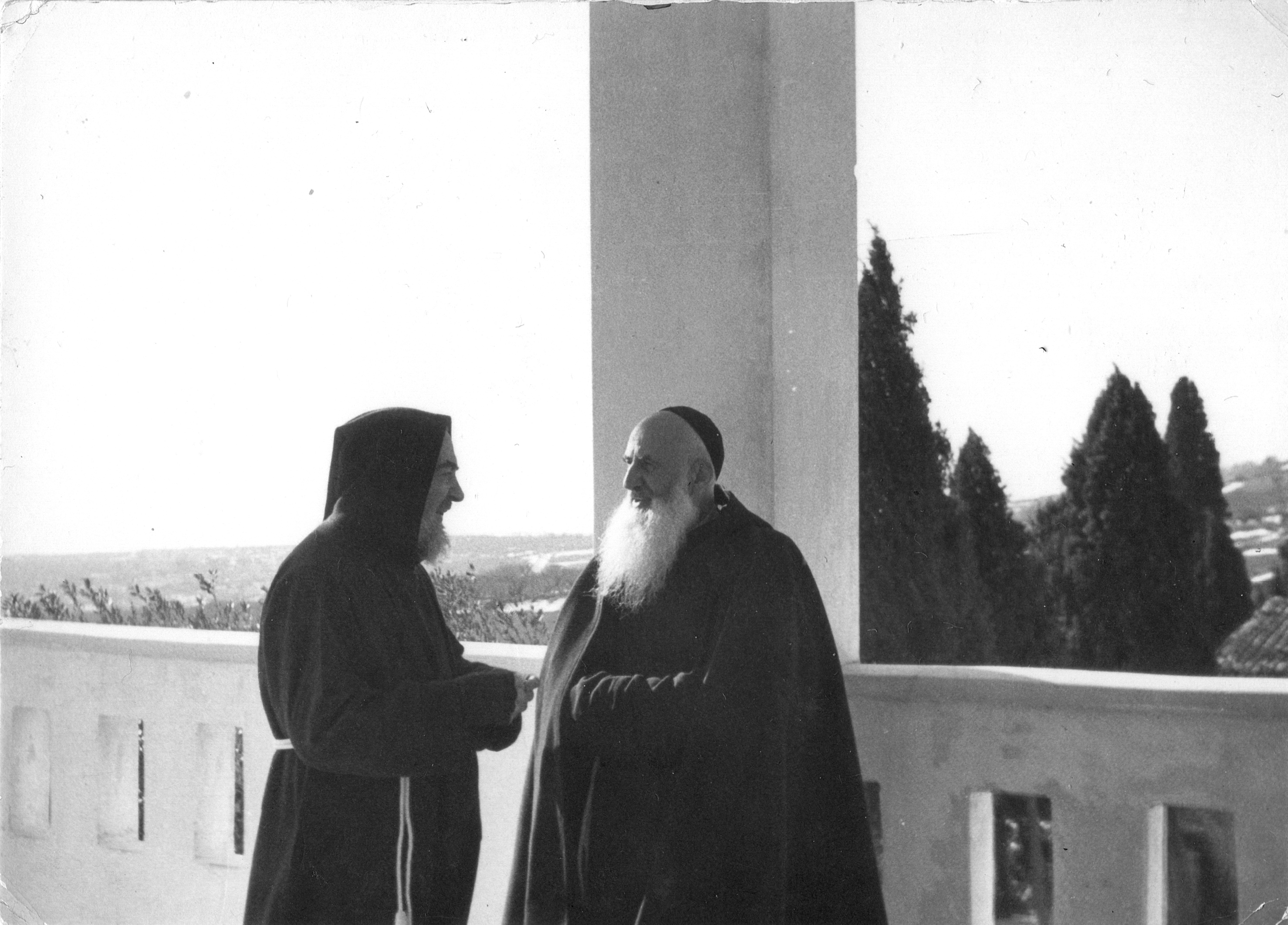
Cha Piô và cha Clemente Tomay, là bạn và là cha giải tội của cha Piô

Năm 1933, Giáo hoàng Piô XI đã ra lệnh hủy bỏ lệnh cấm cử hành Thánh lễ cho cha Piô, bảo rằng: "Tôi không có ác cảm với cha Piô, chỉ là tôi đã nhận được thông tin không đúng". Năm 1934, cha Piô được phép thực hiện Bí tích Giải tội trở lại. Ông ấy cũng được phép thuyết giảng mặc dù chưa bao giờ tham gia kỳ thi lấy giấy phép thuyết giảng nào. Giáo hoàng Piô XII, người đảm nhận chức vụ Giáo hoàng vào năm 1939, thậm chí còn khuyến khích những tín hữu sùng đạo đến thăm cha Piô.
Cuối cùng, vào giữa những năm 1960, Giáo hoàng Phaolô VI (giáo hoàng từ 1963 đến 1978) đã bác bỏ mọi cáo buộc chống lại cha Piô. 

### Bệnh viện Casa Sollievo della Sofferenza

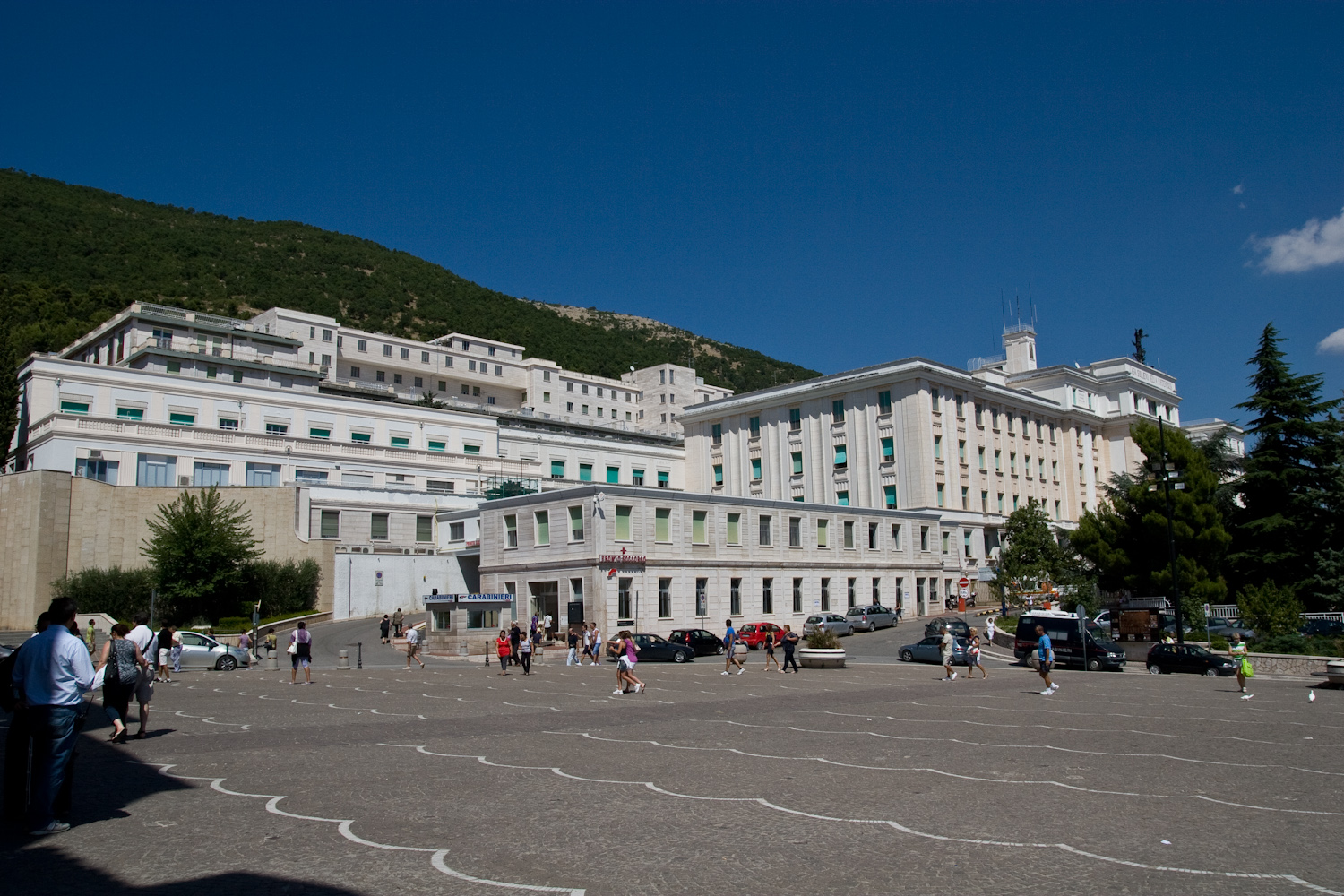
Bệnh viện Casa Sollievo della Sofferenza ở gần tu viện San Giovanni Rotondo, bệnh viện được xây dựng theo sáng kiến của cha Piô

Bệnh viện được xây dựng theo sáng kiến của cha Piô ở San Giovanni Rotondo, Ý. Đến năm 1925, cha Piô đã lấy một tòa nhà cũ của tu viện trở thành một phòng khám y tế với vài chiếc giường chủ yếu dành cho những người thực sự cần đến. Năm 1940, một ủy ban được thành lập để quản lý một phòng khám lớn hơn và các quỹ đóng góp bắt đầu được kêu gọi. Việc xây dựng bắt đầu vào năm 1947.
Theo Sergio Luzzatto là một tác giả sách viết về cha Piô, phần lớn số tiền tài trợ cho bệnh viện đến trực tiếp từ Emanuele Brunatto, một tín đồ cuồng nhiệt của cha Piô, người đã kiếm bộn tiền từ thị trường chợ đen ở nước Pháp lúc bấy giờ đang bị Đức chiếm đóng. Cơ quan Liên Hiệp Quốc về Cứu tế và Phục hồi (UNRRA) cũng đóng góp 250 triệu lira Ý (đơn vị tiền tệ cũ của Ý). 
Lodovico Montini, người đứng đầu Đảng Dân chủ Cơ Đốc giáo (tiếng Anh: Democrazia Cristiana) và anh trai của ông là Giovanni Battista Montini (sau này là Giáo hoàng Phaolô VI) đã tạo điều kiện cho UNRRA tham gia. Bệnh viện ban đầu được đặt tên là "Fiorello LaGuardia" và được coi là một thành quả để đời của cha Piô. Bệnh viện Casa Sollievo della Sofferenza mở cửa vào năm 1956. Cha Piô trao quyền kiểm soát trực tiếp cho Tòa thánh. Tuy nhiên, để cho cha Piô có thể trực tiếp giám sát dự án, Giáo hoàng Piô XII đã cho phép ngài miễn lời khấn khó nghèo vào năm 1957. Một số người gièm pha cha Piô sau đó đã lợi dụng việc này mà cho rằng cha Piô đã có hành vi biển thủ. 

### Cái chết
Cha Piô qua đời năm 1968 ở tuổi 81. Sức khỏe của ông suy giảm vào những năm 1960, nhưng ông vẫn tiếp tục thực hiện các công việc của mình. Vào ngày 22 tháng 9 năm 1968, cha Piô đã cử hành thánh lễ kỷ niệm 50 năm ngày ông nhận được dấu thánh với rất đông khách hành hương có mặt, có cả các đoàn làm phim truyền hình đến ghi hình. Do có quá đông khách hành hương tham dự Thánh lễ nên bề trên của tu viện quyết định cử hành Thánh lễ trọng thể. Cha Piô cử hành Thánh lễ với sức khỏe đã vô cùng sa sút. Giọng nói của ông ấy yếu ớt và sau khi Thánh lễ kết thúc, ông ấy gần như ngã quỵ khi bước xuống các bậc thềm. Anh ấy cần sự giúp đỡ từ các thầy tu Capuchin của mình. Và đây là lần cử hành thánh lễ cuối cùng của cha Piô. 

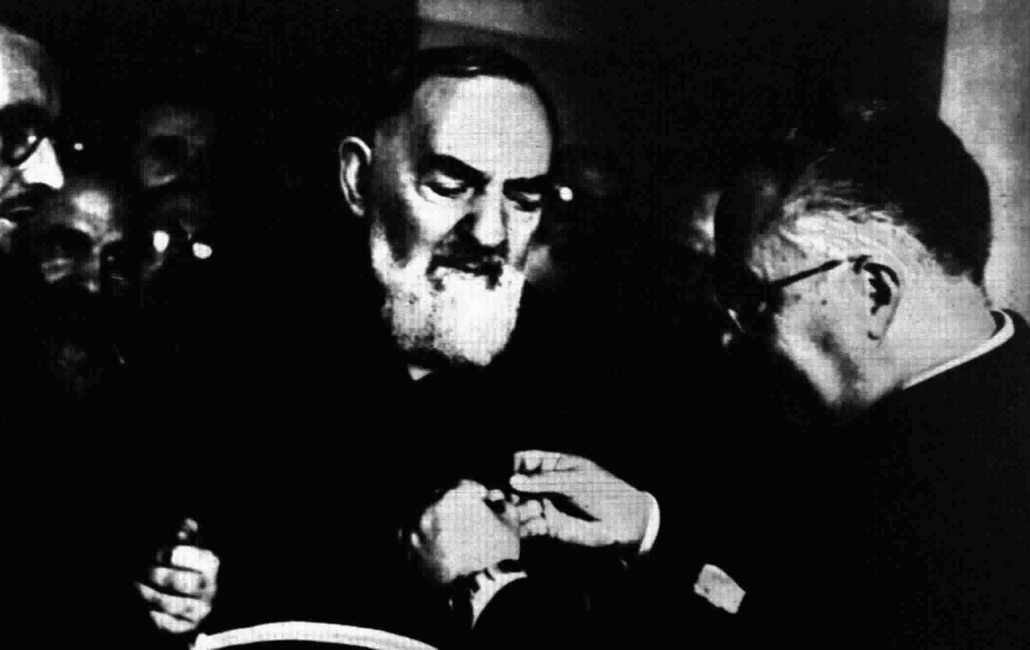
Những anh em đồng tu đang giúp đỡ cha Piô

Sáng sớm ngày 23 tháng 9 năm 1968, cha Piô xưng tội lần cuối và tuyên khấn trọn đời lại dòng Phan sinh. Theo thông lệ, cha Piô cầm tràng hạt trong tay, ông ấy không đủ sức để đọc to Kinh Kính Mừng, thay vào đó ông ta lặp lại những từ tiếng Ý: "Gesù, Maria" (tiếng Việt: "Giêsu, Maria" ). Vào khoảng 2:30 sáng, cha Piô qua đời trong phòng ngủ của mình ở tu viện San Giovanni Rotondo. 
Khám nghiệm thi thể của cha Piô, bác sĩ nhận thấy rằng các vết thương dấu thánh đã hoàn toàn lành lặn, không còn bất kỳ dấu vết nào. Thi thể của ông nằm trong quan tài, được đặt bên trong nhà thờ của tu viện để những người hành hương đến kính viếng. Lễ tang được tổ chức vào ngày 26 tháng 9, ước tính có khoảng 100.000 người tham dự. Sau Thánh lễ an táng, quan tài của cha Piô an nghỉ trong hầm mộ ở Nhà thờ Đức Mẹ Ban Ơn. 

## Hiện tượng siêu nhiên
Cha Piô được cho là đã có những phép lạ thần bí như nghe được tiếng nói của linh hồn, khả năng phân thân, khả năng nhìn thấu nội tâm và chữa lành bệnh tật. Những trải nghiệm siêu nhiên được báo cáo của ông ấy cũng bao gồm: nhận được khải tượng (nhìn thấy nghe thấy Chúa), giao tiếp với thiên thần và chiến đấu thể xác với Satan và ác quỷ. Các báo cáo về hiện tượng siêu nhiên của cha Piô đã thu hút sự dư luận, dù rằng ngay cả Vatican có vẻ hoài nghi. Một số hiện tượng này đã được chính cha Piô nhắc đến trong các bức thư viết cho các vị linh hướng của mình, còn những hiện tượng khác thì được nói đến bởi những người theo ông.

### Thánh tích
Cha Piô đã viết trong những bức thư của mình rằng, ngay từ khi còn là linh mục, ông đã có những vết thương trên cơ thể, sự đau đớn và chảy máu ở những vị trí của dấu thánh. Trong một lá thư gửi cho cha Agostino Gemelli là một linh hướng của cha Piô vào ngày 21 tháng 3 năm 1912, cha Piô đã viết về lòng sùng kính của mình đối với Thánh thể của Chúa Kitô và linh cảm rằng mình sẽ mang các dấu thánh. Luzzatto tuyên bố rằng trong bức thư này, cha Piô sử dụng những đoạn không được công nhận từ một cuốn sách của Gemma Galgani. Cha Piô sau đó đã phủ nhận rằng ông biết hoặc sở hữu cuốn sách được trích dẫn. 
Trong một bức thư năm 1915, Agostino đã hỏi cha Piô những câu hỏi bao gồm: lần đầu tiên ông trải qua những khải tượng, liệu ông có bị kỳ thị hay không và liệu ông có cảm thấy những nỗi đau trong Cuộc khổ nạn của Chúa Kitô hay không, cụ thể là đội mão gai và chịu đánh đòn?. Cha Piô trả lời rằng ông ấy đã trải qua những khải tượng từ thuở mới vào tu viện (năm 1903), đồng thời nói thêm rằng ông đã quá kinh hãi trước hiện tượng này nên đã cầu xin Chúa rút lại dấu thánh của mình.
Vào ngày 20 tháng 9 năm 1918, trong khi nghe xưng tội, cha Piô cho biết các dấu thánh đã xuất hiện trở lại và khiến ông đau đớn. Những dấu thánh ấy được cho là đã liên tục xuất hiện trong 50 năm, cho đến cuối đời. Máu chảy ra từ dấu thánh có mùi hương dễ chịu như nước hoa. Cha Piô nói với cha Agostino rằng cơn đau vẫn còn và trầm trọng hơn vào những ngày cụ thể và trong những trường hợp nhất định. Mặc dù ông ấy nói rằng ông ấy muốn chịu đựng trong bí mật, nhưng vào đầu năm 1919, tin tức về cha Piô đã bắt đầu lan truyền. Cha Piô thường đeo găng tay màu đỏ hoặc màu đen trên tay và chân, nói rằng ông ấy xấu hổ vì những vết thương này.
Agostino Gemelli (là một tu sĩ Công giáo và cũng là một bác sĩ người Ý) tuyên bố rằng những vết thương của cha Piô phù hợp với vết thương mà những người lính đã tự gây ra cho mình khi sử dụng những chất độc hóa học có tính ăn mòn để được hoãn nhập ngũ. Trong khi đó Amico Bignami (là một bác sĩ và nhà nghiên cứu bệnh học người Ý) cho rằng những vết thương của cha Piô có thể là một vết hoại tử da nguyên nhân là do sử dụng cồn iốt hoặc các hóa chất tương tự để cản trở quá trình chữa lành.
Sau khi được công khai, các vết thương đã được nghiên cứu bởi một số bác sĩ, một số bác sĩ thì được Vatican thuê như một phần của cuộc điều tra cha Piô. Một số người cho rằng những vết thương là không thể giải thích được và dường như chưa bao giờ bị nhiễm trùng. Mặc dù có vẻ như đã lành nhưng sau đó chúng sẽ xuất hiện trở lại theo định kỳ.  Alberto Caserta đã chụp X-quang bàn tay của cha Piô vào năm 1954 và không tìm thấy bất thường nào trong cấu trúc xương. Một số nhà phê bình buộc tội cha Piô làm giả các dấu thánh, chẳng hạn bằng cách sử dụng axit carbolic để tạo vết thương. Maria De Vito (em họ của dược sĩ địa phương Valentini Vista tại Foggia) đã làm chứng rằng cha Piô lúc trẻ tuổi đã mua axit carbolic và một lượng bốn gram veratrine, tuy nhiên đã không xuất trình bất kỳ đơn thuốc nào và giữ nó bí mật. Veratrine là một hỗn hợp của các alkaloid, một hóa chất có tính ăn mòn da cao: "Veratrine độc đến mức chỉ bác sĩ mới có thể quyết định có kê đơn hay không" - dược sĩ Vista tuyên bố trước các nhân chứng. Veratrine đã từng được sử dụng như một loại thuốc trừ sâu làm tê liệt cơ, chủ yếu là để chống chấy rận, nhưng cũng được các dược sĩ sử dụng như là một loại thuốc tê khiến người ta không nhạy cảm với cơn đau. Cha Piô khẳng định rằng axit carbolic được sử dụng để khử trùng ống tiêm dùng trong điều trị y tế và sau khi bị dính phải một trò đùa của những người bạn khi trộn chất veratrine với thuốc lá hít (loại thuốc lá dùng mũi để ngửi) gây ra hiện tượng hắt hơi không kiểm soát được sau khi hít phải, ông ấy đã quyết định mua số lượng hóa chất này để chơi trò đùa tương tự với những người bạn của mình. Giám mục của Volterra, Raffaello Rossi đã chia sẻ quan điểm này, cho rằng "Thay vì có ác tâm, điều chúng ta có thể thấy ở đây là sự giản dị của cha Piô và sự vui tính của ông", rằng "Vấn đề dấu thánh ở đây không phải là công việc của ma quỷ, cũng không phải là sự lừa dối trắng trợn, lừa đảo, mánh khóe của một người quỷ quyệt và độc hại, dấu thánh của ông ấy đối với tôi dường như không phải là sản phẩm bệnh hoạn của những gợi ý từ bên ngoài". Đức Cha Rossi coi những dấu thánh này là "có thật".

### Thị kiến Thiên thần Xuyên tâm
Vào tháng 8 năm 1918, một vài tuần trước khi cha Piô được cho là nhận được dấu thánh, ông đã mô tả một trải nghiệm thần bí mà trong đó ông cảm thấy bản thân bị đâm và bị thiêu đốt cả về tinh thần lẫn thể xác bởi một ngọn giáo đầu lửa phóng vào người mình từ một thiên thần. Theo cha Piô, trải nghiệm thần bí này bắt đầu vào ngày 5 tháng 8 và kết thúc vào ngày 7 tháng 8 năm 1918. Cha Benedetto, vị linh hướng của cha Piô, giải thích hiện tượng này là một thị kiến về thiên thần xuyên tâm. Cha Piô sau đó bảo rằng trải nghiệm này đã để lại vết thương ở bên trái cơ thể của ông ấy. Hầu hết các nhân chứng đã kiểm tra vết thương của cha Piô đều cho biết rằng ông có một vết thương ở bên trái, dài khoảng 3 inch (7,62 cm) và có hình chữ thập. 

### Khả năng phân thân
Cha Piô được những người theo ông tin rằng ông có khả năng phân thân, khả năng ở hai nơi cùng một lúc. Khi giám mục Raffaele Rossi hỏi ông về việc này trong một cuộc điều tra của Vatican, cha Piô trả lời: "Tôi không biết nó như thế nào hoặc bản chất của hiện tượng này là gì - và chắc chắn là tôi không nghĩ gì nhiều lắm - nhưng nó đã xảy ra với tôi khi tôi đứng trước mặt người này hay người kia, ở nơi này hay nơi kia; tôi không biết liệu tâm trí của tôi đã được di chuyển đến đó hay những gì tôi nhìn thấy là một hình thức nào đó của nơi chốn hoặc con người; tôi không biết biết liệu tâm trí của tôi có ở đó với cơ thể của tôi hay không". 

### Chữa lành bệnh tật
Trong cuốn sách năm 1999 Padre Pio: The Wonder Worker (tạm dịch: Cha Piô: Người thợ gặt kì diệu) đoạn người linh mục người Ireland Malachy Gerard Carroll mô tả câu chuyện về Gemma de Giorgi, một cô gái người Sicilia bị mù được cho là đã được chữa khỏi trong chuyến đến thăm cha Piô. Gemma được bà nội đưa đến San Giovanni Rotondo vào năm 1947, vốn khi sinh ra đã bị khiếm thị. Trong chuyến đi gặp cha Piô, cô bé bắt đầu nhìn thấy các đồ vật. Bà của Gemma không tin rằng đứa trẻ đã được chữa khỏi. Sau khi Gemma quên cầu xin cha Piô ban ơn trong lúc xưng tội, bà của cô đã cầu xin với vị linh mục rằng xin Chúa phục hồi thị lực cho cô. Cha Piô nói với bà ấy: “Này con, con có đức tin không? Đứa trẻ không cần phải khóc mà con cũng không cần khóc, vì con có biết là nó đã được nhìn thấy rồi không ?”.
Theo giám mục của Volterra, Raffaele Rossi, người phụ trách cuộc điều tra về cha Piô: "Trong số những vụ chữa lành bệnh tật bị cáo buộc, nhiều vụ không được xác nhận hoặc không tồn tại. Tuy nhiên, trong thư từ của cha Piô, có một số tuyên bố đáng tin cậy cho rằng phép lạ là do sự can thiệp của ông. Nhưng không có xác nhận y tế nên rất khó để đưa ra kết luận và vấn đề vẫn còn đang bỏ ngỏ". 

### Lời tiên tri
Năm 1947, cha Karol Józef Wojtyła, 27 tuổi (sau này là Giáo hoàng Gioan Phaolô II) đến thăm cha Piô, ông xưng tội cùng với cha Piô. Đức Hồng Y người Áo Alfons Stickler báo cáo rằng Wojtyła đã từng tâm sự với hồng y rằng trong cuộc gặp gỡ này, cha Piô đã nói với ngài rằng một ngày nào đó ông ấy sẽ lên "chức vụ cao nhất trong Giáo Hội, mặc dù cần phải xác nhận thêm". Stickler nói rằng Wojtyła tin rằng lời tiên tri đã ứng nghiệm khi ông trở thành hồng y. Thư ký của Giáo hoàng Gioan Phaolô II, Stanisław Dziwisz, phủ nhận dự đoán, trong khi đó cuốn tiểu sử của George Weigel - Witness to Hope: The Biography of Pope John Paul II (tạm dịch: Nhân chứng cho Hy vọng: Tiểu sử Giáo hoàng Gioan Phaolô II), trong đó có tường thuật về chuyến thăm tương tự nhưng không đề cập đến lời tiên tri ấy.

### Hiện tượng khác
Một số mô tả về cha Piô rằng ở ông ấy có một "hương thơm rất nồng và dễ chịu, tương tự như mùi của hoa violet" và họ không thể xác định được nguồn gốc của mùi hương đó. Cha Piô kể rằng ông ấy có những thị kiến mà trong đó ma quỷ đã tấn công và quấy rối ông ấy, những hình dạng ghê tợn dưới hình dáng con người và quái thú. Một hiện tượng khác nữa mà cha Piô có được là có thể nhìn thấu nội tâm người khác, ông có thể biết được người khác đang suy nghĩ điều gì trong tâm trí, ông ấy dường như biết được khi nào con người không cảm thấy ăn năn vì những tội lỗi phạm phải. Cha John Paul Zeller của Dòng Truyền Giáo Phanxicô Lời Bất Tử (MFVA) đến từ thành phố Birmingham, bang Alabama của Mỹ kể lại: “Người ta nói ngài thậm chí còn ngửi được mùi vị của tội lỗi”. Chính cha Piô cũng đã xác nhận: "Rất ít lần tôi tình cờ cảm nhận rõ ràng bên trong mình lỗi lầm, tội lỗi, hoặc đức hạnh của ai đó đang bị vấy bẩn".

## Các cuộc điều tra của Vatican

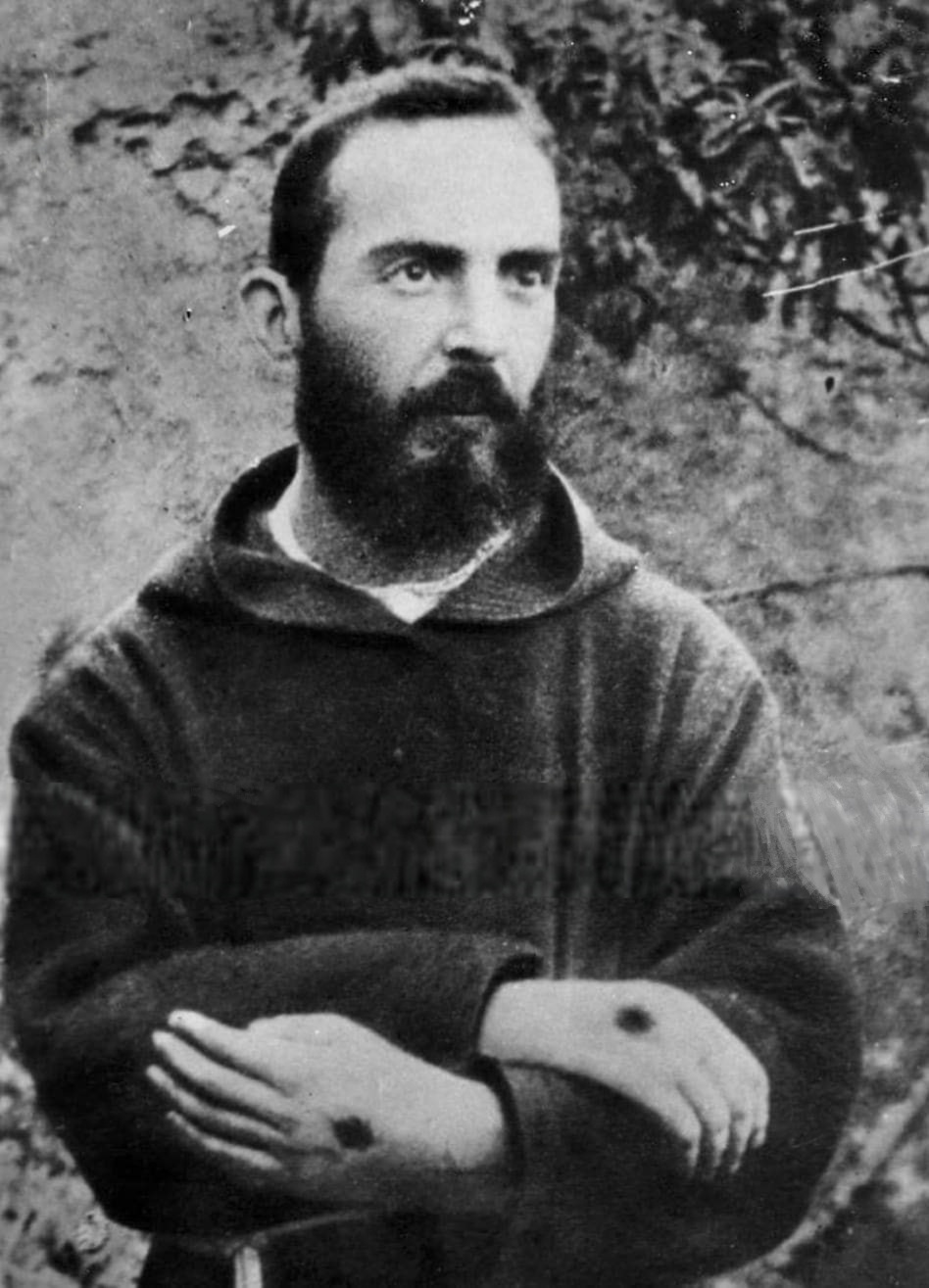
Cha Piô và dấu thánh trên bàn tay chụp ngày 19 tháng 8 năm 1919

Ban đầu, Vatican áp đặt các biện pháp trừng phạt nghiêm khắc đối với cha Piô vào những năm 1920 để giảm bớt sự nổi tiếng của ông ấy trong quần chúng: ông bị cấm cử hành Thánh lễ nơi công cộng, cấm ban phép lành cho mọi người, cấm thư từ, cấm để lộ dấu thánh của mình một cách công khai và cấm giao tiếp với cha Benedetto, vị linh hướng của ông. 
Tòa Thánh quyết định chuyển cha Piô đến một tu viện khác ở miền bắc nước Ý. Người dân địa phương đe dọa sẽ nổi loạn nếu Vatican thuyên chuyển ông ấy đến nơi khác. Một kế hoạch thuyên chuyển thứ hai cũng đã được tính đến nhưng rồi cũng lại phải thay đổi. Từ năm 1921 đến năm 1922, cha Piô bị tước quyền linh mục của mình, chẳng hạn như không được dâng Thánh lễ và ngồi tòa giải tội. Từ năm 1924 đến năm 1931, Tòa thánh đưa ra các tuyên bố phủ nhận rằng các sự kiện trong cuộc đời của cha Piô là không do bất kỳ nguyên nhân thiêng liêng nào.

### Luigi Romanelli, kiểm tra y tế vào năm 1919
Một số lượng lớn các bác sĩ đã đến thăm cha Piô để xác minh xem các dấu thánh là có thật hay không. Người đầu tiên nghiên cứu các vết thương của cha Piô là Luigi Romanelli, bác sĩ trưởng của bệnh viện công lập Barletta, theo lệnh của cha bề trên giám tỉnh, vào ngày 15 và 16 tháng 5 năm 1919. Trong báo cáo của mình, ngoài những điều khác, bác sĩ viết: "Các vết thương trên bàn tay ông ấy được bảo vệ bởi một cái găng tay màu nâu đỏ, không có chảy máu hay sưng hoặc viêm ở các mô xung quanh. Tôi tin chắc rằng các vết thương không chỉ là ở ngoài da. Khi tôi đưa ngón tay cái vào lòng bàn tay của ông ấy và ngón trỏ trên mu bàn tay của ông thì tôi nhận thấy rõ ràng rằng có một lỗ trống ở trong đấy." 

### Amico Bignami, kiểm tra y tế vào năm 1919
Hai tháng sau, vào ngày 26 tháng 7 năm 1919, nhà nghiên cứu bệnh học Amico Bignami đồng thời cũng là một bác sĩ đến San Giovanni Rotondo. Bignami đã tiến hành kiểm tra y tế với vết thương của cha Piô và đưa ra một số giả thuyết, trong đó có giả thuyết rằng vết thương là một vết hoại tử da do sử dụng các hóa chất như cồn iốt để ngăn việc lành vết thương. 

### Giorgio Festa, kiểm tra y tế vào năm 1919 và năm 1920
Giorgio Festa là một bác sĩ và là một linh mục dòng Tên, đã khám cho cha Piô vào năm 1919 và năm 1920. Ông ấy đã rất ấn tượng bởi mùi thơm của dấu thánh. Festa, giống như Bignami trước đây, đã mô tả vết thương bên sườn giống như hình chữ thập. Trong báo cáo của mình với Tòa Thánh năm 1925, Festa đã đưa ra một phán quyết đồng tình với dấu thánh và phản đối quan điểm chỉ trích của Gemelli về dấu thánh của cha Piô với các lập luận thần học đóng vai trò chính.

### Agostino Gemelli, kiểm tra tâm thần năm 1920 và kiểm tra y tế năm 1925
Năm 1920, cha Agostino Gemelli - một linh mục, một bác sĩ và nhà tâm lý học - được Đức Hồng Y Rafael Merry del Val ủy nhiệm đến thăm cha Piô và tiến hành kiểm tra các vết thương. Với lý do là "đã tự mình đến bán đảo Gargano mà không phải do bất kỳ cơ quan Tòa Thánh nào yêu cầu, Gemelli đã gửi thư riêng tới văn phòng của Tòa Thánh xin cho phép anh gặp và làm một bài báo cáo không chính thức về cha Piô". Gemelli muốn tìm hiểu về vấn đề này và mong muốn gặp mặt vị linh mục ấy. Cha Piô tỏ thái độ khép kín đối với điều tra viên mới này: ông đã từ chối chuyến viếng thăm dù có sự xin phép bằng văn bản của văn phòng Tòa Thánh. Cha Gemelli đã phản đối lời từ chối ấy cho rằng mình có quyền bắt người tu sĩ phải kiểm tra y tế về dấu thánh. Cha Piô được sự hỗ trợ của bề trên dòng, đã đặt điều kiện cho việc kiểm tra y tế là phải có giấy phép được thông qua một cách hệ thống, có thứ tự, được xét duyệt bởi Tòa Thánh mà không tính đến các chứng chỉ về chuyên môn nghề nghiệp của cha Agostino Gemelli. Không thỏa được các điều kiện, Gemelli rời tu viện, bực bội và cảm thấy bị xúc phạm vì không được phép xem xét các dấu thánh. Anh đi đến kết luận rằng Francesco Forgione (tên tục của cha Piô) là "một người có hiểu biết hạn chế, năng lượng tâm linh thấp, suy nghĩ đơn điệu, ý chí thấp". Gemelli đã đánh giá về sự việc này rằng: "Vụ này là một trong những gợi ý do cha Benedetto gieo vào tâm trí yếu ớt của cha Piô một cách vô thức, tạo ra những biểu hiện đặc trưng của chứng psittacism vốn là bản chất của chứng cuồng loạn". 
Lần này được Tòa Thánh cho phép, Gemelli đã khám lại cho cha Piô vào năm 1925, viết báo cáo vào tháng 4 năm 1926. Lần này cha Piô đồng ý cho anh ta xem vết thương. Gemelli cho rằng nguyên nhân của các vết thương ấy là do việc sử dụng hóa chất ăn mòn mà cha Piô đã tự bôi lên. Giorgio Festa đã cố gắng đặt câu hỏi chỉ trích về những kết luận của Gemelli về các dấu thánh nói chung. Gemelli đã đáp lại lời chỉ trích này trong bản báo cáo của mình. Ông đã làm rõ những tuyên bố của mình về bản chất vết thương của cha Piô: "Bất kỳ ai có kinh nghiệm về pháp y, và trên hết là xem xét các vết loét và vết thương mà những người lính đã tự gây ra cho bản thân trong chiến tranh, đều có thể chắc chắn rằng đây là những vết thương do sự ăn mòn gây nên bởi hóa chất. Bề mặt của vết loét và hình dạng của nó về mọi mặt đều giống với vết loét được quan sát thấy ở những người lính đã tự gây ra cho mình". 
Một lần nữa, Gemelli đánh giá sức khỏe tâm thần của cha Piô là hạn chế: "Ông ấy (cha Piô) là đối tác lý tưởng mà cha Benedetto, một cựu Giám tỉnh, có thể tạo ra một cặp incubus-succubus (hai con quỷ trong truyền thuyết phương Tây). Ông ấy là một linh mục tốt: điềm tĩnh, kiệm lời, nhã nhặn, đức hạnh hơn là sự yếu kém về sức khỏe tâm thần. Một linh hồn tội nghiệp có thể lặp đi lặp lại một vài thuật ngữ tôn giáo khuôn mẫu. Một người đàn ông tội nghiệp, ốm yếu đã học được những lời dạy từ chủ nhân của mình là cha Benedetto". Gemelli đã viết vào năm 1940 và sau đó đã gửi nhiều lần cho văn phòng của Tòa Thánh về điều mà ông coi là những tuyên bố phi lý đối với những điều về cha Piô. 

### Raffaele Rossi và cuộc điều tra giáo luật năm 1921
Giám mục ở Volterra là Raffaele Rossi dòng Cát Minh Chân Phước (tiếng Latinh: Ordo Carmelitarum Discalceatorum) được Tòa Thánh chính thức ủy nhiệm vào ngày 11 tháng 6 năm 1921 để thực hiện một cuộc điều tra giáo luật liên quan đến cha Piô. Rossi bắt đầu chuyến đi của mình vào ngày 14 tháng 6 tại San Giovanni Rotondo bắt đầu với việc thẩm vấn các nhân chứng gồm hai linh mục và bảy thầy tu. Sau tám ngày điều tra, cuối cùng ông đã hoàn thành một bài báo cáo và gửi đến Tòa Thánh vào ngày 4 tháng 10 năm 1921, lễ Thánh Phanxicô Assisi. Bản báo cáo về cơ bản nêu rõ như sau: Cha Piô, là vị linh mục mà Rossi có ấn tượng tốt, là một mục tử nhiệt thành và tu viện San Giovanni Rotondo là một cộng đoàn tốt đẹp; dấu thánh là không thể giải thích được nhưng chắc chắn đấy không phải là tác phẩm của ma quỷ hay một hành động lừa dối hoặc gian lận trắng trợn nào; chúng cũng không phải là mánh khóe của một kẻ quỷ quyệt và hiểm độc. Trong các cuộc phỏng vấn với các nhân chứng mà Rossi đã thực hiện tổng cộng ba lần, vị giám mục đã được chứng kiến dấu thánh của cha Piô lúc đó ông 34 tuổi. Rossi coi những dấu thánh này là một "sự thật có thật". 
Trong các ghi chú của mình được ghi trực tiếp trên giấy và trong bài báo cáo, Rossi mô tả hình dạng và sự xuất hiện của các vết thương trong bàn tay là "rất rõ ràng". Những vết ở bàn chân thì đã "biến mất". Những gì có thể quan sát được là hai điểm nhô cao trên bàn chân với làn da trắng và mềm. Đối với vết thương trên ngực: "Ở bên cạnh sườn anh ta, dấu thánh được thấy là một đốm hình tam giác, màu rượu vang đỏ, còn những đốm nhỏ khác thì không còn nữa, tiếp đó là một vết hình chữ thập lộn ngược như cái được nhìn thấy vào năm 1919 bởi tiến sĩ Bignami và tiến sĩ Festa". Cha Rossi cũng yêu cầu Tòa Thánh hãy tham khảo ý kiến của cha Piô viết một tiểu sử về ông ấy, Rossi cũng đang tập hợp các thông tin từ cha Benedetto và các tài liệu mà anh ta đã thu thập được để một ngày nào đó anh ấy có thể viết một cuốn sách về cuộc đời của cha Piô. 
Theo cha Rossi, "Trong số những trường hợp chữa bệnh đã được báo cáo, nhiều trường hợp chưa được xác nhận hoặc không tồn tại. Tuy nhiên, trong các thư từ của cha Piô, có một số tuyên bố đáng tin cậy cho rằng phép lạ là do sự can thiệp của ông. Nhưng nếu không có xác nhận y tế thì rất khó để đưa ra kết luận và vấn đề vẫn còn đang bỏ ngỏ". Theo Lucia Ceci, một nhà sử học, cha Rossi đã không thể tìm thấy bất kỳ phép lạ nào được gán cho cha Piô. 
Khi Rossi hỏi cha Piô về việc ông ấy có thể phân thân, cha Piô trả lời: "Tôi không biết nó như thế nào hoặc bản chất của hiện tượng này là gì - và chắc chắn là tôi không nghĩ gì nhiều lắm - nhưng nó đã xảy ra với tôi khi tôi đứng trước mặt người này hay người kia, ở nơi này hay nơi kia; tôi không biết liệu tâm trí của tôi đã được di chuyển đến đó hay những gì tôi nhìn thấy là một hình thức nào đó của nơi chốn hoặc con người; tôi không biết biết liệu tâm trí của tôi có ở đó với cơ thể của tôi hay không". 

### Giáo hoàng Gioan XXIII, các cuộc điều tra và băng ghi âm sau năm 1958
Giáo hoàng Gioan XXIII hoài nghi về cha Piô. Khi bắt đầu nhiệm kỳ của mình, ông biết rằng những người chống đối cha Piô đã đặt các thiết bị nghe lén trong phòng ngủ và tòa giải tội của tu viện, ghi âm lại những lời nói của ông ấy. Bên ngoài nhật ký bán chính thức của mình, Đức Giáo hoàng Gioan XXIII đã viết trên bốn tờ giấy rằng ông ấy cầu nguyện cho "PP" (viết tắt của Padre Pio) và việc điều tra thông qua các cuộn băng, nếu những gì chúng ngụ ý là đúng về các mối quan hệ thân thiết và không đứng đắn của ông ấy với những người phụ nữ từ đội cận vệ bất khả xâm phạm xung quanh ông ta đã chỉ ra một tai họa khủng khiếp cho người dân. Bản thân Đức Giáo hoàng Gioan XXIII có lẽ chưa bao giờ nghe những cuốn băng, nhưng cho rằng quan điểm này là đúng đắn: “Lý do giúp tôi có được sự thanh thản về tinh thần, đó là một đặc ân và ân sủng vô giá, là vì cá nhân tôi cảm thấy trong sạch khỏi sự ô nhiễm mà trong bốn mươi năm qua đã ăn mòn hàng trăm ngàn linh hồn khiến họ trở nên ngu ngốc và loạn trí ở mức độ chưa từng thấy". Theo Sergio Luzzatto, tác giả cuốn sách Padre Pio: Miracles and Politics in a Secular Age (tạm dịch: Padre Pio: Phép lạ và Chính trị trong thời đại thế tục), Vatican đã không ra lệnh cho việc nghe lén này. Trong một ghi chú nhật ký khác, Đức Giáo hoàng Gioan XXIII đã viết rằng ông muốn hành động. Trên thực tế, ông ấy đã ra lệnh cho một cuộc điều tra giáo luật khác. 

### Carlo Maccari và cuộc điều tra giáo luật lần thứ hai năm 1960
Cha Carlo Maccari là một tổng thư ký của Tòa Thánh Rôma và ông ấy đã gặp cha Piô tổng cộng chín lần. Có một sự không tin tưởng lẫn nhau giữa cha Piô và cha Maccari, Maccari đã viết trong nhật ký của mình: "Sự kín đáo, đầu óc hẹp hòi, dối trá - đây là những vũ khí mà anh ta sử dụng để trốn tránh các câu hỏi của tôi... Cảm tưởng chung: thật đáng thương". Maccari đòi cha Piô bỏ việc "hôn" sau khi xưng tội cho các chị em giáo dân. Maccari có ghi nhận trong báo cáo của mình rằng cha Piô không được giáo dục tôn giáo đầy đủ. Anh ấy làm việc rất nhiều. Anh ta không phải là một người sống khổ hạnh và có nhiều mối liên hệ với thế tục bên ngoài, nói chung có quá nhiều sự pha trộn giữa cái “thiêng liêng” và cái “trần tục”. Trong báo cáo của mình, Maccari đã ghi tên những người phụ nữ tiết lộ mình là người tình của cha Piô vào thời điểm đó, nhưng không đánh giá tính xác thực của những tuyên bố này. Maccari tập trung vào việc đánh giá sự cuồng tín của cha Piô ảnh hưởng lên công đồng, mô tả đó là "những quan niệm tôn giáo dao động giữa mê tín và ma thuật". Maccari gọi những người ủng hộ cha Piô là "một tổ chức rộng lớn và nguy hại". Cha Piô chưa bao giờ được những tín đồ khuyên là nên tiết chế lại. Maccari tự hỏi thể nào mà Chúa lại có thể cho phép "rất nhiều sự dối trá" diễn ra như thế. 
Maccari kết thúc báo cáo quan trọng của mình với một danh sách các khuyến nghị tiếp tục đối phó với cha Piô. Các thầy tu của tu viện Đức Mẹ Ban Ơn nên dần được thuyên chuyển sang nơi khác và cử một tu viện trưởng mới đến quản lý. Không ai được phép xưng tội với cha Piô hơn một lần mỗi tháng. Bệnh viện đã được trao các quy chế mới để cắt đứt trách nhiệm của các thầy dòng Capuchin là "chữa bệnh" về mặt y tế và tinh thần. Sau chuyến đi của Maccari, Đức Giáo hoàng Gioan XXIII đã ghi trong nhật ký của mình rằng ông coi cha Piô như một "thần tượng rơm" (tiếng Ý: idolo di stoppa). 

## Quan điểm cá nhân

### Về tôn giáo

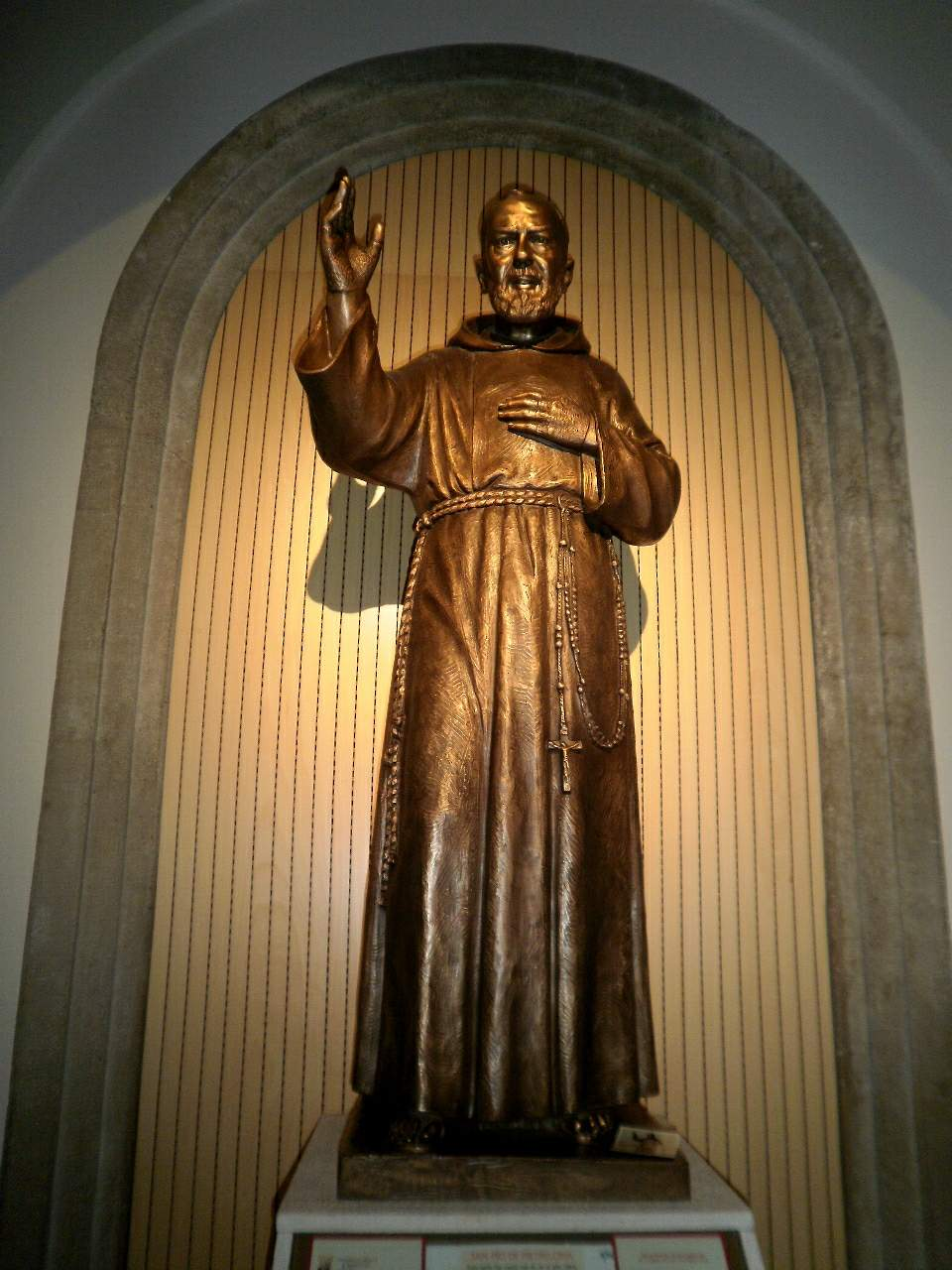
Một tác phẩm điêu khắc về cha Piô trong nhà thờ Phanxicô San Antonio ở Pamplona, Tây Ban Nha

Cha Piô là ủng hộ mạnh mẽ việc xưng tội hàng tuần, mô tả đó là "bồn tắm của linh hồn". Cha Piô đã thiết lập năm quy tắc để phát triển tâm linh bao gồm xưng tội hàng tuần, rước lễ hàng ngày, đọc Kinh Thánh, suy niệm và thường xuyên xét mình, kiểm điểm lương tâm."Ông dạy những người tín hữu rằng đau khổ là dấu hiệu đặc biệt của tình yêu Thiên Chúa vì nó khiến bạn "giống như Con Một của Ngài đã trải qua 40 ngày trong sa mạc và trong cuộc khổ nạn trên đồi Canvê”.
Cha Piô có thái độ gay gắt đối với những người phụ nữ hư hỏng, nói rằng: "Những người phụ nữ thỏa mãn cái tôi phù hoa của mình trong cách ăn mặc sẽ không bao giờ có thể mặc lấy cuộc đời của Chúa Giêsu; hơn nữa, họ thậm chí còn đánh mất niềm vinh dự nơi tâm hồn ngay khi Ngài đi vào lòng họ". 
Cha Piô tuân thủ các tu luật nghiêm ngặt liên quan đến sự khiêm tốn và từ chối việc xưng tội với những phụ nữ mặc váy ngắn, váy phải dài qua đầu gối. Ông dán một thông báo ở lối vào nhà thờ Đức Mẹ Ban Ơn (St. Mary of All Graces) ở San Giovanni Rotondo với nội dung: "Nhà thờ là nhà của Chúa. Đàn ông không được mặc quần đùi hoặc áo tay ngắn bước vào. Phụ nữ không được mặc quần áo ngắn hở hang, hở cổ, tay áo ngắn và phải có mạng che mặt". 
Cha Piô vô cùng lo lắng trước những thay đổi mà Giáo hội đang trải qua sau Công đồng Vatican II. Tuy vậy nhưng cha Piô vẫn chấp nhận những thay đổi của Công đồng Vatican II đưa ra. Khi được Đức Hồng Y Antonio Bacci đến thăm, cha Piô đã nói lời phàn nàn rằng: "Vì Chúa hãy kết thúc Công đồng nhanh chóng". Năm 1966, cha Bề trên Tổng quyền Dòng Phanxicô đến gặp cha Piô để xin lời cầu nguyện liên quan đến việc cải tổ dòng tu. Khi nghe về "luật lệ mới", cha Piô trả lời: "Đó chẳng là gì ngoài những điều vô nghĩa mang tính hủy hoại". 
Tuy nhiên, mặc dù buồn bã trước những thay đổi nhưng cha Piô vẫn nhấn mạnh đến việc tuân theo Giáo hội. Trong một lần cha Piô gặp Suor Pia là em gái của ông và là một nữ tu đã hoàn tục, bà đã rời bỏ dòng tu của mình khi Công đồng Vatican II được thông qua. Suor Pia là một người theo tư tưởng truyền thống và khó chịu trước những thay đổi của bề trên theo xu hướng tự do khiến bà phải rời tu viện ở tuổi 70. Cha Piô đã bật khóc và gắt gỏng với bà ấy về quyết định này, ông ấy nói với em gái của mình rằng: "Họ sai và em đúng, nhưng em vẫn phải tuân theo. Em phải trở về". Bà ấy từ chối lời đề nghị khiến ông khóc không ngừng và tiếp tục cầu nguyện cho bà.
Sau khi Humanae vitae (một thông điệp của Giáo hoàng Phaolô VI) được xuất bản, cha Piô đã rất tức giận trước những lời chỉ trích nhắm vào thông điệp. Ông đã viết thư cho Giáo hoàng Phaolô VI về điều này, khẳng định sẽ tuân theo giáo huấn của Giáo hội về kiểm soát sinh sản và trấn an Đức Giáo hoàng trong lúc ông cần. Cha Piô thông báo với Giáo hoàng rằng ông sẽ dâng những lời cầu nguyện hàng ngày cho Đức Giáo hoàng, vì sự bảo vệ của Đức Giáo hoàng Phaolô VI đối với "sự thật vĩnh cửu, không bao giờ thay đổi theo năm tháng" là đúng đắn.
Khi cha Piô lớn lên, ông ngày càng có cái nhìn không tốt vào truyền hình. Sau Thế chiến thứ hai, khi cháu trai của cha Piô là Ettorne Masone xin cha Piô lời khuyên về việc mở một rạp chiếu phim thì cha Piô đã cảnh báo anh ấy nên cẩn thận về những bộ phim mà anh ấy sẽ chiếu. Cha Piô bảo rằng: "Cháu sẽ không muốn góp phần vào việc truyền bá cái xấu". Đến những năm 1960, cha Piô không đồng tình việc các thầy dòng Capuchin được phép xem truyền hình. Đối với cha Piô, truyền hình là nguyên nhân phá hủy cuộc sống gia đình và ông cảnh báo với những người khác đừng sử dụng truyền hình. Trong một lần, khi được hỏi về phim ảnh, cha Piô trả lời: "Ma quỷ ở trong đó!". Trong một dịp khác, cha Piô nói với một hối nhân khi xưng tội rằng lý do xe của hối nhân bị hỏng ngày hôm trước là vì hối nhân đang lái xe đến rạp chiếu phim.
Cha Piô trở nên cực kỳ bi quan về tình trạng của thế giới cho đến cuối đời. Khi được hỏi điều gì đang chờ đợi thế giới trong tương lai, cha Piô trả lời: "Bạn không thấy thế giới đang bốc cháy sao?". Trong ba năm cuối đời, cha Piô bắt đầu rút lui khỏi đời sống, cảm thấy không xứng đáng và không chắc chắn về sự cứu rỗi của mình. Cha Piô thường xin bề trên của mình: "Xin cho con được vâng lời để chết".

### Về chính trị
Padre Pio không quan tâm nhiều đến chính trị nhưng ông có bỏ phiếu trong các cuộc bầu cử và bày tỏ ý kiến của mình về nhiều vấn đề khác nhau. Ban đầu, ông ấy cảm thấy rằng Benito Mussolini đã làm rất tốt trong thời gian cầm quyền của mình, nhưng dần dần thái độ của ông đối với Mussolini nhanh chóng trở nên tiêu cực theo thời gian. Khi được một trong những người của Mussolini đến thăm, cha Piô đã quát vào mặt người đàn ông này: "Vậy là bây giờ anh đến gặp tôi sau khi anh đã hủy diệt nước Ý. Anh có thể nói với Mussolini rằng không gì có thể cứu được nước Ý lúc này! Không có gì cả!". Cha Piô cũng đánh giá cao Tổng thống Hoa Kỳ Franklin D. Roosevelt, người mà ông mô tả là một "con người vĩ đại". Ngoài ra, cha Piô bày tỏ mối quan tâm lớn về sự truyền bá của chủ nghĩa cộng sản trong suốt cuộc đời của mình và thường xuyên cầu nguyện để giúp chống lại nó.
Năm 1948, trong một bức thư viết cho Alcide De Gasperi là thủ tướng nước Ý lúc bấy giờ, cha Piô ghi nhận sự ủng hộ của ông đối với Đảng Dân chủ Cơ đốc hay Đảng Dân chủ Thiên Chúa giáo. Sự tham gia của cha Piô được cho là đã giúp Đảng này giành chiến thắng trong cuộc bầu cử, vì điều này mà những người Cộng sản Ý có thái độ tiêu cực với cha Piô. Một phát ngôn viên của Đảng Cộng sản này phàn nàn rằng sự hiện diện của cha Piô tại các cuộc bỏ phiếu đã "lấy đi phiếu bầu của chúng tôi".
Sau những chiến thắng của Đảng Dân chủ Cơ đốc trong các cuộc bầu cử, cha Piô liên tục được các nhà lãnh đạo chính trị người Ý bao gồm Aldo Moro, Antonio Segni, Mariano Rumor và Giovanni Leone hỏi ý kiến. Cha Piô đã nhận được những lá thư nhờ ông ấy cầu nguyện giúp trong suốt cuộc đời, trong đó có một lá thư từ Alfonso XIII vào tháng 3 năm 1923. Cha Piô cũng cầu nguyện cho nhiều nhân vật chính trị nổi tiếng, bao gồm cả George V.
Năm 1963, sau vụ ám sát John F. Kennedy, cha Piô đã khóc. Khi một linh mục hỏi liệu ông có cầu nguyện cho sự cứu rỗi của Kennedy không, cha Piô trả lời: "Không cần thiết. Ông ấy đã ở Thiên đường rồi."
Nhà sử học người Ý Sergio Luzzatto, một chuyên gia về lịch sử chủ nghĩa phát xít Ý đã viết vào năm 2011 một cuốn tiểu sử về cha Piô, trong đó ông gợi ý rằng một "sự pha trộn giáo sĩ-phát xít" đã phát triển xung quanh cha Piô. Luzzatto kể rằng vào tháng 8 năm 1920, vào ngày lễ Đức Mẹ Hồn Xác Lên Trời, cha Piô đã làm phép cho các lá cờ cho một nhóm cựu chiến binh địa phương, những người đang cố gắng phát triển mối liên hệ với những quân phát xít địa phương để chống lại những người cộng sản. Ông cũng nói rằng cha Piô sau đó đã gặp Giuseppe Caradonna, một chính trị gia phát xít từ Foggia và trở thành cha giải tội của ông ta và của các thành viên trong lực lượng dân quân của ông ấy. Cha Piô gợi ý rằng Caradonna nên bố trí một đội lính cận vệ xung quanh cha Piô để ngăn chặn mọi nỗ lực đưa ông ra khỏi tu viện hay chuyển ông đi nơi khác. 

## Sự tôn kính sau khi chết

### Phong thánh
Nhiều cuốn sách về Padre Pio bao gồm một thánh tích (vải) hạng ba trên thẻ cầu nguyện. Thánh tích này được bọc khi ông được coi là " Đáng kính ", nhưng ông đã được phong thánh kể từ đó .
Năm 1982, Tòa thánh ủy quyền cho tổng giám mục Manfredonia mở cuộc điều tra để xác định xem có nên phong thánh cho Pio hay không. Cuộc điều tra tiếp tục trong bảy năm. Năm 1990, Pio được tuyên bố là Tôi tớ Chúa , bước đầu tiên trong quá trình phong thánh. Tuy nhiên, cuộc điều tra đã không dẫn đến bất kỳ sự giải thích thực tế công khai nào của Giáo hội về những cáo buộc rằng thánh tích của ông không thuộc loại siêu nhiên. Hơn nữa, các dấu thánh của Pio đã bị loại bỏ một cách đáng kể khỏi các cuộc điều tra bắt buộc đối với quá trình phong thánh, để tránh những trở ngại ngăn cản việc kết thúc thành công.
Bắt đầu từ năm 1990, Bộ Phong thánh đã tranh luận về cách Padre Pio đã sống cuộc đời của mình, và vào năm 1997, Giáo hoàng John Paul II tuyên bố ông là bậc đáng kính . Sau đó là một cuộc thảo luận về ảnh hưởng của cuộc đời anh đối với những người khác. Các trường hợp đã được nghiên cứu, chẳng hạn như việc chữa khỏi bệnh được báo cáo của một phụ nữ Ý, Consiglia de Martino, liên quan đến sự can thiệp của Padre Pio . Năm 1999, theo lời khuyên của Giáo đoàn, Đức Gioan Phaolô II đã tuyên bố chân phước cho Padre Pio và ấn định ngày 23 tháng 9 là ngày cử hành lễ kính của ngài. 

Thánh lễ phong chân phước cho ông được Đức Gioan Phaolô II cử hành vào ngày 2 tháng 5 năm 1999 trên Quảng trường Thánh Phêrô ở Rôma , với hơn 300.000 tín hữu tham dự buổi lễ.  Trong bài giảng của mình , Đức Gioan Phaolô II đã đề cập đến dấu thánh của Padre Pio và những món quà thần bí của ngài: 
"Thân thể của ngài, được đánh dấu bằng 'dấu thánh', cho thấy mối liên hệ mật thiết giữa cái chết và sự phục sinh vốn là đặc điểm của mầu nhiệm vượt qua. Chân phước Pio thành Pietrelcina đã chia sẻ Cuộc Khổ nạn với một cường độ đặc biệt: những hồng ân độc nhất được ban cho ngài, và những đau khổ nội tâm và thần bí đi kèm với họ, cho phép anh ta liên tục tham gia vào những cơn hấp hối của Chúa, không bao giờ dao động trong cảm giác của anh ta rằng 'Calvary là ngọn đồi của các thánh'."
Sau khi phong chân phước cho ngài, một trường hợp khác được chữa lành nhờ lời can thiệp của ngài đã được xem xét, một cậu bé người Ý tên là Matteo Pio Colella đã hồi phục sau cơn hôn mê  Sau khi xem xét kỹ hơn các đức tính và khả năng làm điều tốt của Padre Pio ngay cả sau khi ngài qua đời, Đức Gioan Phaolô II ban hành sắc lệnh phong thánh vào ngày 28 tháng 2 năm 2002.  Thánh lễ phong thánh được Đức Gioan Phaolô II cử hành vào ngày 16 tháng 6 năm 2002 tại Quảng trường Thánh Phêrô ở Rôma, với ước tính khoảng 300.000 người tham dự buổi lễ. 

### Các địa điểm hành hương
Thánh đường Thánh Pio Pietrelcina ở San Giovanni Rotondo
Thị trấn San Giovanni Rotondo , nơi Padre Pio đã dành phần lớn cuộc đời mình, là địa điểm hành hương chính dành để tưởng nhớ ngài. Nhà thờ Santa Maria delle Grazie, là nhà thờ của tu viện capuchin nơi Padre Pio cử hành thánh lễ, đã trở thành địa điểm hành hương cho những người theo ngài sau khi ngài qua đời vào năm 1968. Khi số lượng khách hành hương không ngừng tăng lên trong những năm qua, các thầy tu Capuchin quyết định xây dựng một ngôi đền mới gần nhà thờ. Việc xây dựng đền thờ bắt đầu vào năm 1991 và hoàn thành vào năm 2004.  Vào ngày 1 tháng 7 năm 2004, Đức Gioan Phaolô II đã cung hiến Thánh đường Thánh Pio ở Pietrelcina , đôi khi được gọi là Nhà thờ Hành hương Padre Pio . Khu bảo tồn có sức chứa khoảng 6.000 người và parvis của nó có sức chứa 30.000.  Thánh tích của Padre Pio được đặt trong hầm mộ của khu bảo tồn mới và được trưng bày để những người hành hương tôn kính.
Thị trấn Pietrelcina , nơi Padre Pio lớn lên, là một địa điểm hành hương khác đã trở nên phổ biến đối với những người mộ đạo. Những địa điểm mà những người hành hương ở Pietrelcina có thể đến thăm bao gồm ngôi nhà của gia đình Pio nơi ngài sinh ra, căn phòng của ngài trong một tòa tháp cổ mà ngài đã ở khi còn là một tu sĩ khi bị bệnh, Nhà thờ Santa Anna nơi ngài được rửa tội, Santa Maria degli. Angeli, nơi ông được thụ phong phó tế trước khi trở thành linh mục, và Nhà thờ Capuchin của Thánh gia. Ước tính có khoảng hai triệu người hành hương đến Pietrelcina mỗi năm. 
Các khu bảo tồn và địa điểm dành riêng cho việc tôn kính Padre Pio bên ngoài nước Ý bao gồm Đền thờ Padre Pio ở Santo Tomas, Batangas ở Philippines và Trung tâm Quốc gia về Padre Pio ở Barto, Pennsylvania , ở Hoa Kỳ .

### Sự tôn kính của các giáo hoàng
Các Giáo hoàng đã khuyến khích lòng sùng kính của quần chúng đối với Padre Pio bằng nhiều cách khác nhau, đặc biệt là bằng cách đến thăm những nơi gắn liền với cuộc đời và chức vụ của ngài. San Giovanni Rotondo , nơi mà Padre Pio đã dành phần lớn cuộc đời của mình và là nơi có đền thờ của ông, đã được Đức Giáo hoàng John Paul II , Giáo hoàng Benedict XVI và Giáo hoàng Francis đến thăm . Pietrelcina , nơi sinh của Padre Pio, đã được Đức Thánh Cha Phanxicô viếng thăm.
Giáo hoàng John Paul II đã rất ngưỡng mộ Padre Pio ngay cả trước khi ông trở thành Giáo hoàng, khi Padre Pio vẫn còn sống. Năm 1947, khi còn là một linh mục trẻ đang học ở Rôma, Karol Wojtyła đã hành hương đến San Giovanni Rotondo để gặp trực tiếp Padre Pio. Ông trở lại San Giovanni Rotondo với tư cách là hồng y vào năm 1974. Ông lại đến thăm San Giovanni Rotondo vào tháng 5 năm 1987 với tư cách là Giáo hoàng John Paul II, để kỷ niệm 100 năm ngày sinh của Padre Pio. 
Vào ngày 21 tháng 6 năm 2009, Giáo hoàng Benedict XVI đã đến thăm San Giovanni Rotondo như một chuyến thăm mục vụ. Anh ấy đã đến thăm Nhà thờ Santa Maria delle Grazie để tôn kính thánh tích của Padre Pio trong hầm mộ, cử hành thánh lễ và gặp gỡ nhiều người khác nhau, bao gồm cả những người bệnh và nhân viên của Casa Sollievo della Sofferenza . 
Đức Thánh Cha Phanxicô cũng đã ủng hộ lòng sùng kính phổ biến đối với Padre Pio. Trong Năm Thánh Lòng Thương Xót ngoại thường , ngài đã yêu cầu thánh tích của Padre Pio được trưng bày để tôn kính tại Vương cung thánh đường Thánh Phêrô từ ngày 8 đến ngày 14 tháng 2 năm 2016 và ngài đặc biệt vinh danh Padre Pio như một "thánh giải tội" để truyền cảm hứng cho mọi người đến với Bí tích Giải tội . Sám Hối trong Năm Thánh.  Vào ngày 17 tháng 3 năm 2018, Giáo hoàng Francis đã đến thăm cả Pietrelcina và San Giovanni Rotondo để kỷ niệm 50 năm ngày mất của Padre Pio. 

### Khai quật
Vào ngày 3 tháng 3 năm 2008, thi thể của Pio được khai quật từ hầm mộ của ông, bốn mươi năm sau khi ông qua đời, để chuẩn bị cho việc trưng bày hài cốt của ông. Một tuyên bố của nhà thờ mô tả thi thể ở trong "tình trạng bình thường". Đức Tổng Giám mục Domenico Umberto D'Ambrosio, Giáo hoàng hợp pháp tại đền thờ ở San Giovanni Rotondo, tuyên bố "phần trên cùng của hộp sọ chỉ còn một phần xương nhưng cằm thì hoàn hảo và phần còn lại của cơ thể được bảo quản tốt".  Tổng giám mục D'Ambrosio cũng xác nhận trong một thông cáo rằng "không thể nhìn thấy các dấu thánh".  Anh ấy nói rằng bàn tay của Pio "trông như vừa mới được làm móng". Người ta hy vọng rằng những người làm nghề mai tángsẽ có thể khôi phục khuôn mặt để nó có thể được nhận ra. Tuy nhiên, vì đã xuống cấp nên khuôn mặt của anh được che phủ bằng một chiếc mặt nạ silicon sống động như thật .  Chiếc mặt nạ này được làm từ một bức ảnh chụp xác của Padre Pio năm 1968 bởi Gems Studio có trụ sở tại London, thường làm việc cho các bảo tàng tượng sáp và bảo tàng dân tộc học. 
Đức Hồng Y José Saraiva Martins , bộ trưởng Bộ Phong Thánh , đã cử hành Thánh Lễ cho 15.000 tín hữu vào ngày 24 tháng 4 tại Đền Thánh Đức Mẹ Ban Ơn, San Giovanni Rotondo, trước khi thi hài được trưng bày trong bình pha lê, đá cẩm thạch, và ngôi mộ bằng bạc trong hầm mộ của tu viện.  Padre Pio đang mặc tu phục Capuchin màu nâu với khăn choàng lụa trắng thêu pha lê và chỉ vàng. Tay anh ta cầm một cây thánh giá bằng gỗ lớn. 800.000 người hành hương trên toàn thế giới, chủ yếu đến từ Ý, đã đặt trước để xem thi thể cho đến tháng 12 năm 2008, nhưng chỉ có 7.200 người mỗi ngày có thể đi qua quan tài pha lê. Các quan chức kéo dài thời gian trưng bày đến tháng 9 năm 2009.
Hài cốt của Pio được đặt trong nhà thờ Saint Pio, bên cạnh San Giovanni Rotondo. Vào tháng 4 năm 2010, họ đã được chuyển đến một hầm mộ vàng đặc biệt. 

### Các nhóm cầu nguyện
Các nhóm cầu nguyện của Padre Pio bắt đầu vào những năm 1950 khi Giáo hoàng Pius XII kêu gọi thành lập các nhóm tụ họp hàng tháng để cầu nguyện cùng nhau.  Padre Pio đã hưởng ứng lời kêu gọi này và khuyến khích những người sùng đạo của mình thành lập những nhóm như vậy. Các nhóm được liên kết với việc xây dựng Casa Sollievo della Sofferenza , với một bản tin hai tuần một lần mang tên bệnh viện và được xuất bản từ năm 1949, đã giúp các nhóm này phát triển.  Năm 1951, quy chế đầu tiên của các nhóm cầu nguyện được soạn thảo.  Các nhóm cầu nguyện tập hợp hàng tháng, với sự đồng ý của giám mục địa phương và dưới sự hướng dẫn của một linh mục, để cầu nguyện cho giáo hoàng và cho các mục vụ của Padre Pio. Các quy chế mới đã được Vatican chính thức phê duyệt vào năm 1986.  Các nhóm cầu nguyện của Padre Pio được điều phối từ trụ sở chính của họ ở Casa Sollievo della Sofferenza . 
Các nhóm cầu nguyện tiếp tục phát triển trong suốt cuộc đời của Padre Pio và sau khi ông qua đời. Năm 1968 khi Padre Pio qua đời, có khoảng 700 nhóm, với 68.000 thành viên ở 15 quốc gia.  Năm 2013, có khoảng 3.300 nhóm đã đăng ký tại 60 quốc gia, với khoảng 75 % trong số các nhóm đó có trụ sở tại Ý và 25 % bên ngoài Ý, chủ yếu ở Pháp , Ireland và Hoa Kỳ . 

### Nổi tiếng trên toàn thế giới
Padre Pio đã trở thành một trong những vị thánh nổi tiếng nhất thế giới.  Có hơn 3.000 "Nhóm cầu nguyện Padre Pio" trên toàn thế giới, với ba triệu thành viên. Giáo xứ Thánh Padre Pio đầu tiên trên thế giới được thành lập ngày 16 tháng 6 năm 2002 tại Kleinburg, Ontario, Canada.  Có các giáo xứ ở Vineland và Lavallette, New Jersey , và Sydney , Australia , và các đền thờ ở Buena , New Jersey , và Santo Tomas, Batangas , Philippines , dành riêng cho Padre Pio. Một cuộc khảo sát năm 2006 của tạp chí Famiglia Cristianaphát hiện ra rằng nhiều người Công giáo Ý cầu nguyện với Padre Pio để được chuyển cầu hơn bất kỳ nhân vật nào khác. 
Năm 2002, một vài tháng sau khi Padre Pio được phong thánh, một đài truyền hình mới đã được ra mắt ở Ý dành riêng cho cuộc đời và lòng tận tụy của ngài, có tên là Padre Pio TV . Nó có trụ sở tại San Giovanni Rotondo và phát sóng trên trang web riêng của mình và các nền tảng internet khác nhau. 
Hài cốt của Thánh Pio đã được đưa đến Vatican để tôn kính trong Năm Thánh Lòng Thương Xót Ngoại thường 2015–2016 . Saint Pio và Saint Leopold Mandic được chỉ định là những vị thánh giải tội để truyền cảm hứng cho mọi người trở nên hòa giải với Giáo hội và với Chúa, bằng cách thú nhận tội lỗi của họ. 
Thánh Pio thành Pietrelcina được mệnh danh là vị thánh bảo trợ của các tình nguyện viên dân phòng, sau khi một nhóm gồm 160 người thỉnh cầu Hội đồng Giám mục Ý về việc chỉ định này. Các giám mục đã chuyển yêu cầu đến Vatican, nơi đã chấp thuận việc chỉ định.  Ông cũng được biết đến một cách "ít chính thức" hơn với tư cách là vị thánh bảo trợ cho việc giải tỏa căng thẳng và nỗi buồn tháng Giêng", sau khi Văn phòng Điều tra Công giáo ở Luân Đôn tuyên bố ông như vậy. Họ chỉ định ngày buồn nhất trong năm, được xác định là thứ Hai gần nhất với ngày 22 tháng 1, là Ngày Đừng lo lắng mà hãy hạnh phúc , để vinh danh lời khuyên nổi tiếng của Padre Pio: "Hãy cầu nguyện, hy vọng và đừng lo lắng." 

### Biểu tượng
Biểu tượng của Padre Pio đã được sao chép rộng rãi trên các vật phẩm và tượng thờ cúng trên khắp nước Ý và thế giới, ngay cả trước khi phong chân phước và phong thánh cho ông. Chân dung của ông có thể được nhìn thấy ở Ý trong nhiều nhà thờ cũng như tại nhà riêng và những nơi công cộng, chẳng hạn như cửa hàng, nhà hàng.  Trong nghệ thuật tôn giáo, ông thường được miêu tả trong trang phục Capuchin màu nâu với đôi găng tay che dấu thánh .
Tượng của Padre Pio đã được dựng lên ở Ý và các quốc gia khác, bao gồm cả ở Hoa Kỳ, Philippines và Malta.  Trong Đền thánh Padre Pio ở Landisville, New Jersey , có một bức tượng Padre Pio được xây dựng và nhập khẩu từ Ý.  Một bức tượng của Pio ở Messina , Sicily , đã thu hút sự chú ý vào năm 2002 khi được cho là đã khóc ra máu.  Tại Ý, gần bờ biển của đảo Capraia ở biển Địa Trung Hải , có một bức tượng Padre Pio dưới nước ở độ sâu 40 foot (13 mét), bị nhấn chìm vào năm 1998. 

Vào năm 2021, việc xây dựng một khu bảo tồn mới dành riêng cho Padre Pio đã bắt đầu trên một ngọn đồi nhìn ra Thành phố Cebu , ở Philippines, với bức tượng Padre Pio cao 100 foot.  Cùng năm đó, một bức tượng của Padre Pio đã được khánh thành tại Đền thờ Padre Pio ở Santo Tomas, Batangas , Philippines.

Padre Pio, Pedace.JPG
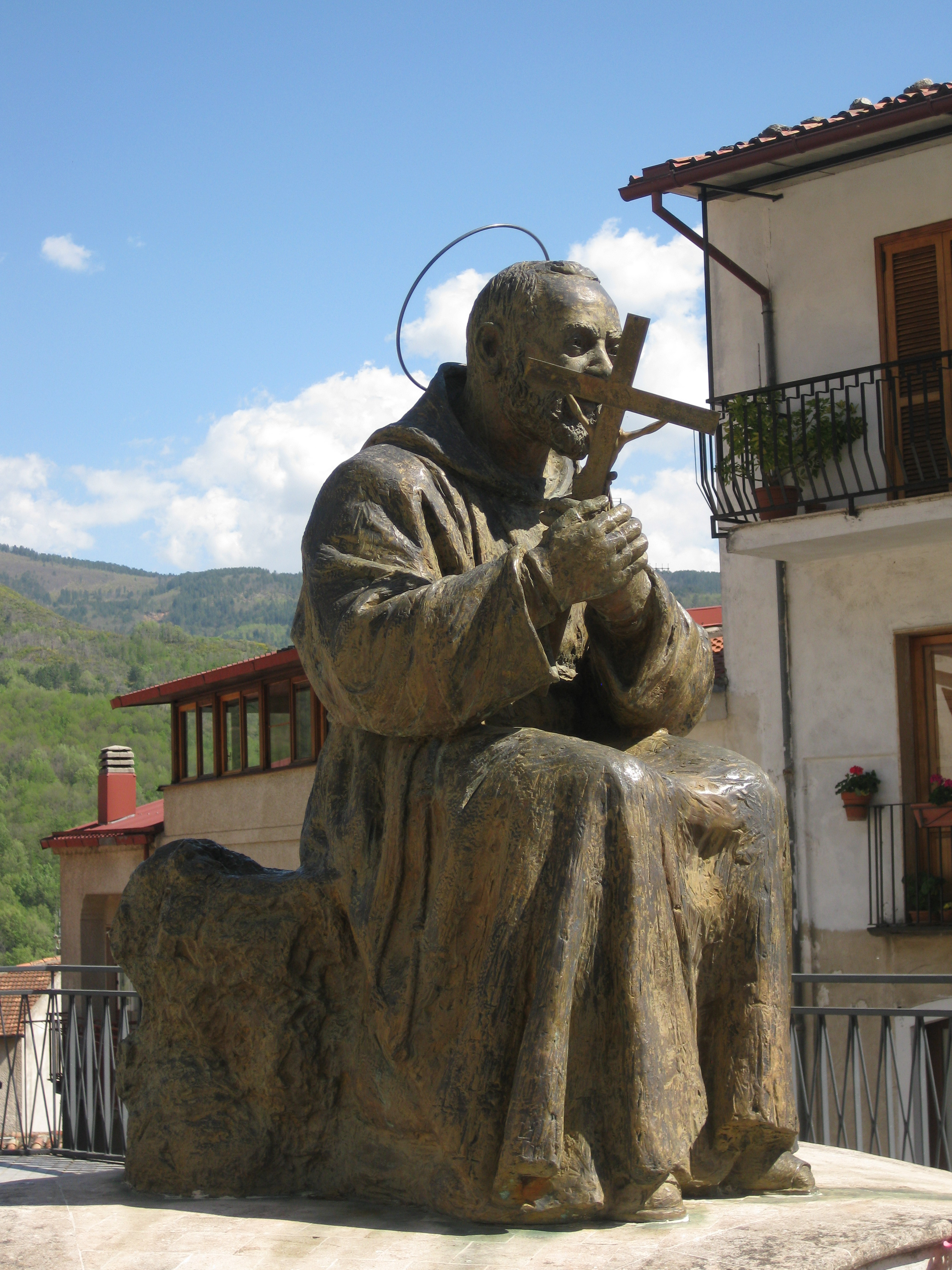
Một tác phẩm điêu khắc của Padre Pio ở Serra Pedace
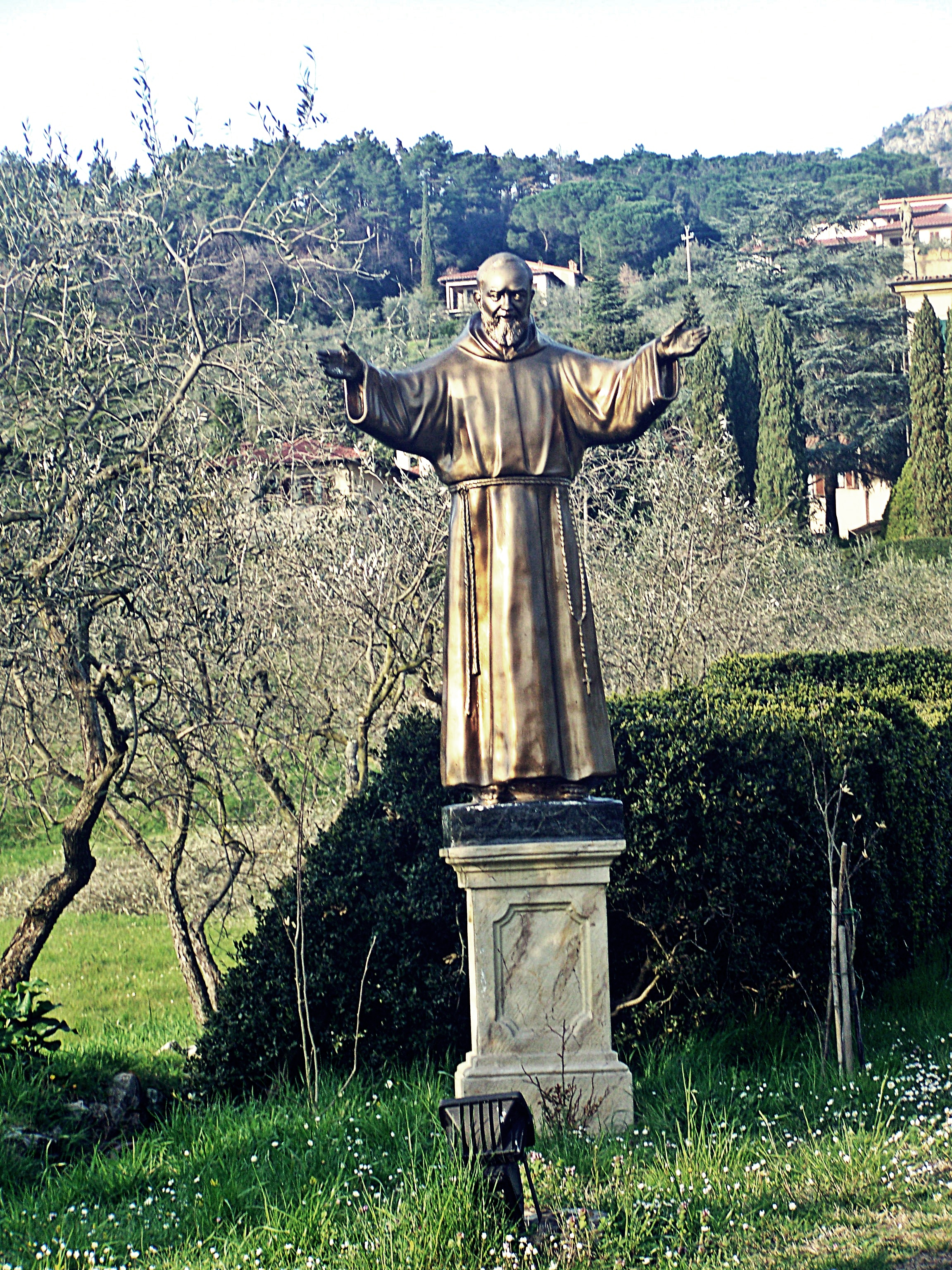
Tác phẩm điêu khắc Cha Piô tại Pietrelcina ở Villa di Galceto thuộc tỉnh Prato
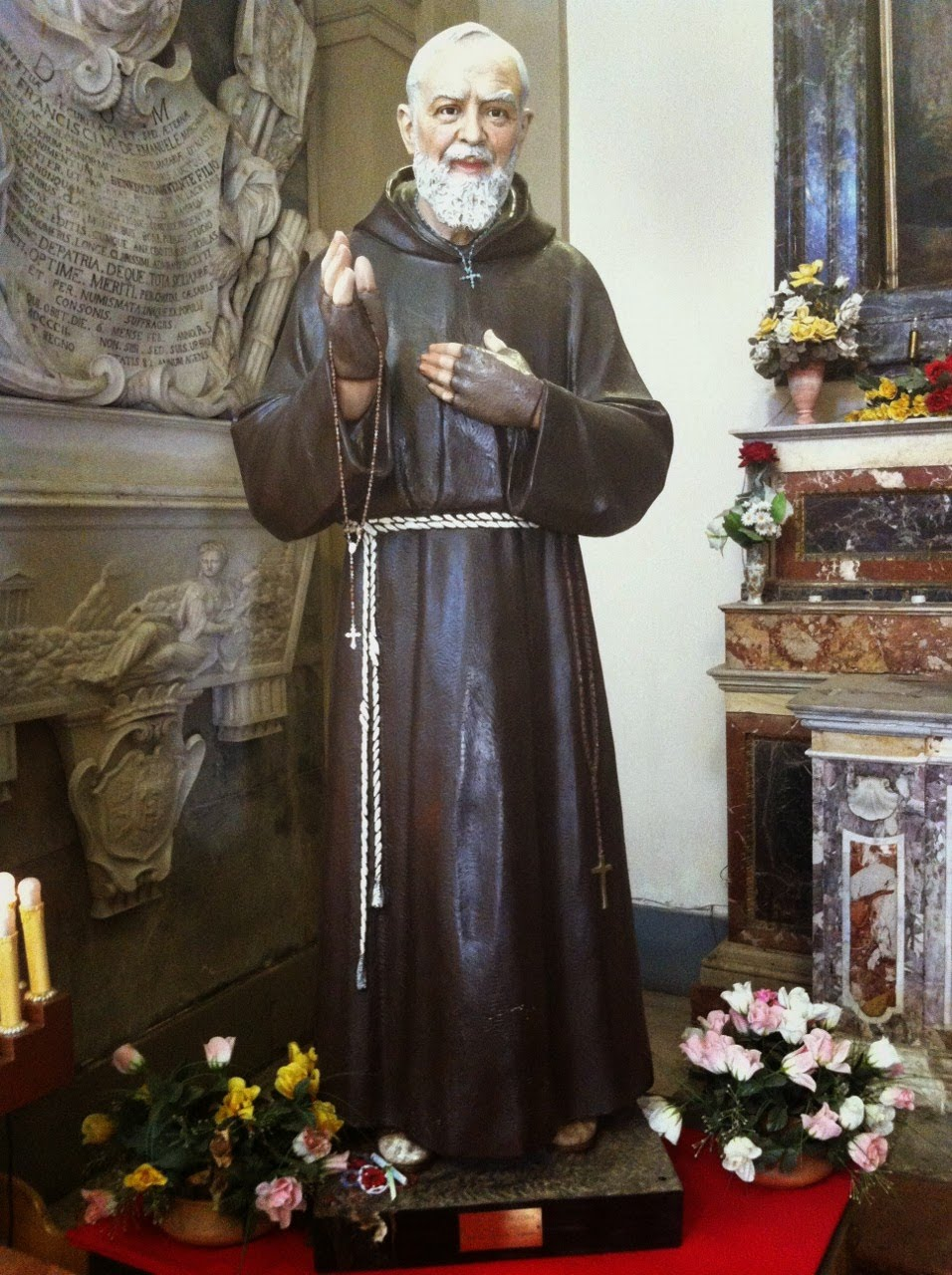
Tượng Padre Pio gần Colonna dell'Immacolata, Palermo, Sicily
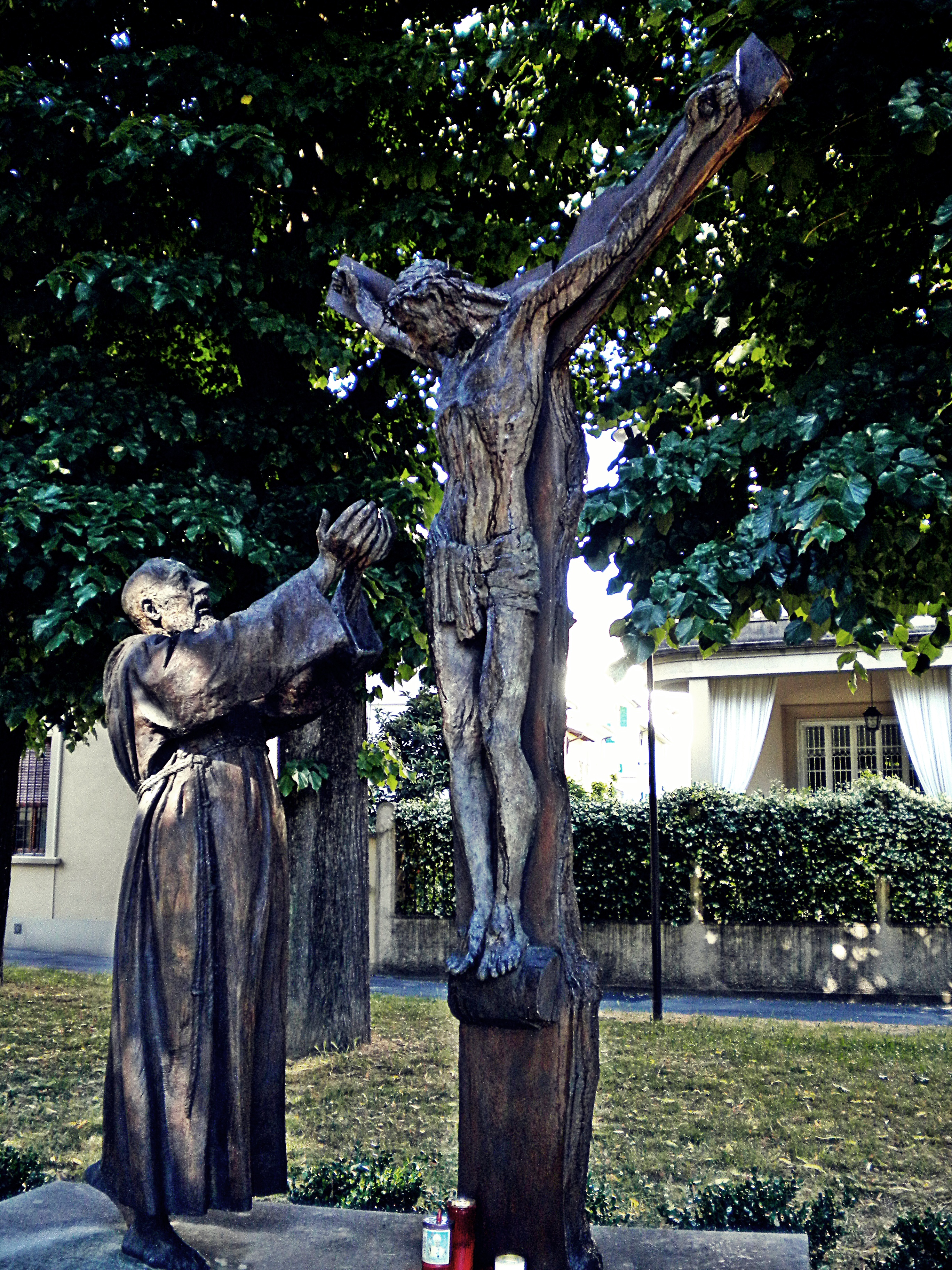
Tác phẩm điêu khắc Cha Piô với Chúa Giêsu trên cây thánh giá ở Prato, Ý